# Oberleitung

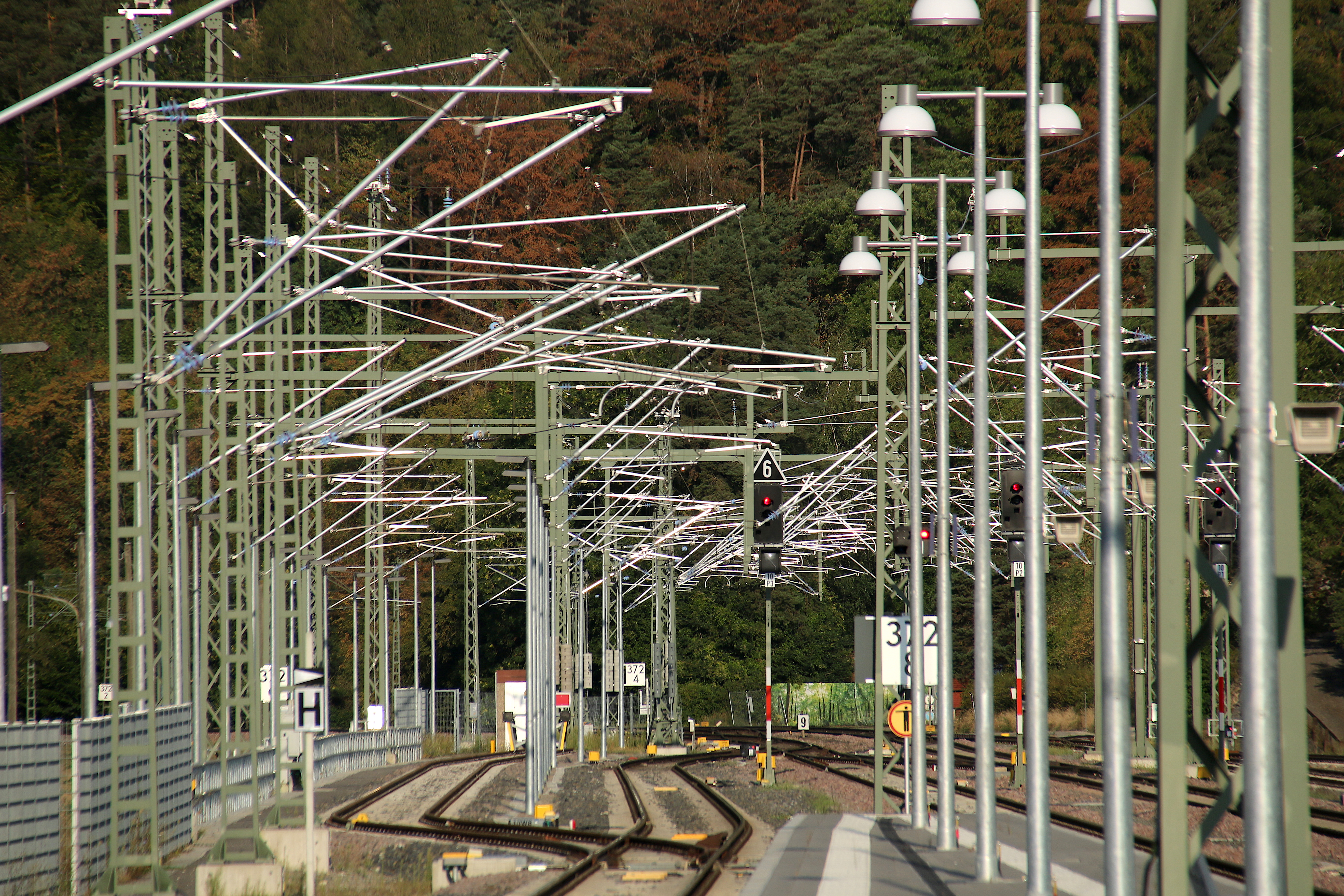
Fahrleitung deutscher Bauart im Bahnhof Thayngen, Schweiz

Eine Oberleitung oder Fahrleitung, seltener auch Fahrstromleitung, Kontaktleitung, Fahrdrahtleitung oder Bügelleitung, dient bei Bahnen zur Versorgung der Triebfahrzeuge mit Bahnstrom, sofern keine Stromschiene verwendet wird. Auch spezielle Verkehrsmittel wie Oberleitungsbusse oder Oberleitungsfähren können über sie mit elektrischer Energie betrieben werden. Ein Betriebsversuch auf Autobahnen liefert Ladestrom für die Batterien von Oberleitungslastkraftwagen.
Eine Oberleitung besteht aus Spezialdraht, der in annähernd konstanter Höhe über dem Fahrweg angeordnet ist. Auf den elektrischen Triebfahrzeugen befinden sich Stromabnehmer, die in Kontakt mit der Oberleitung stehen. Der Stromkreis wird über die Schienen als Rückleiter wieder geschlossen.
Wegen des Fehlens eines solchen metallischen Fahrbahn-Rückleiters für den Rückstrom ist bei Oberleitungsbussen, ‑LKW und ‑fähren eine mehrpolig geführte Oberleitung mit passendem Stromabnehmer erforderlich.

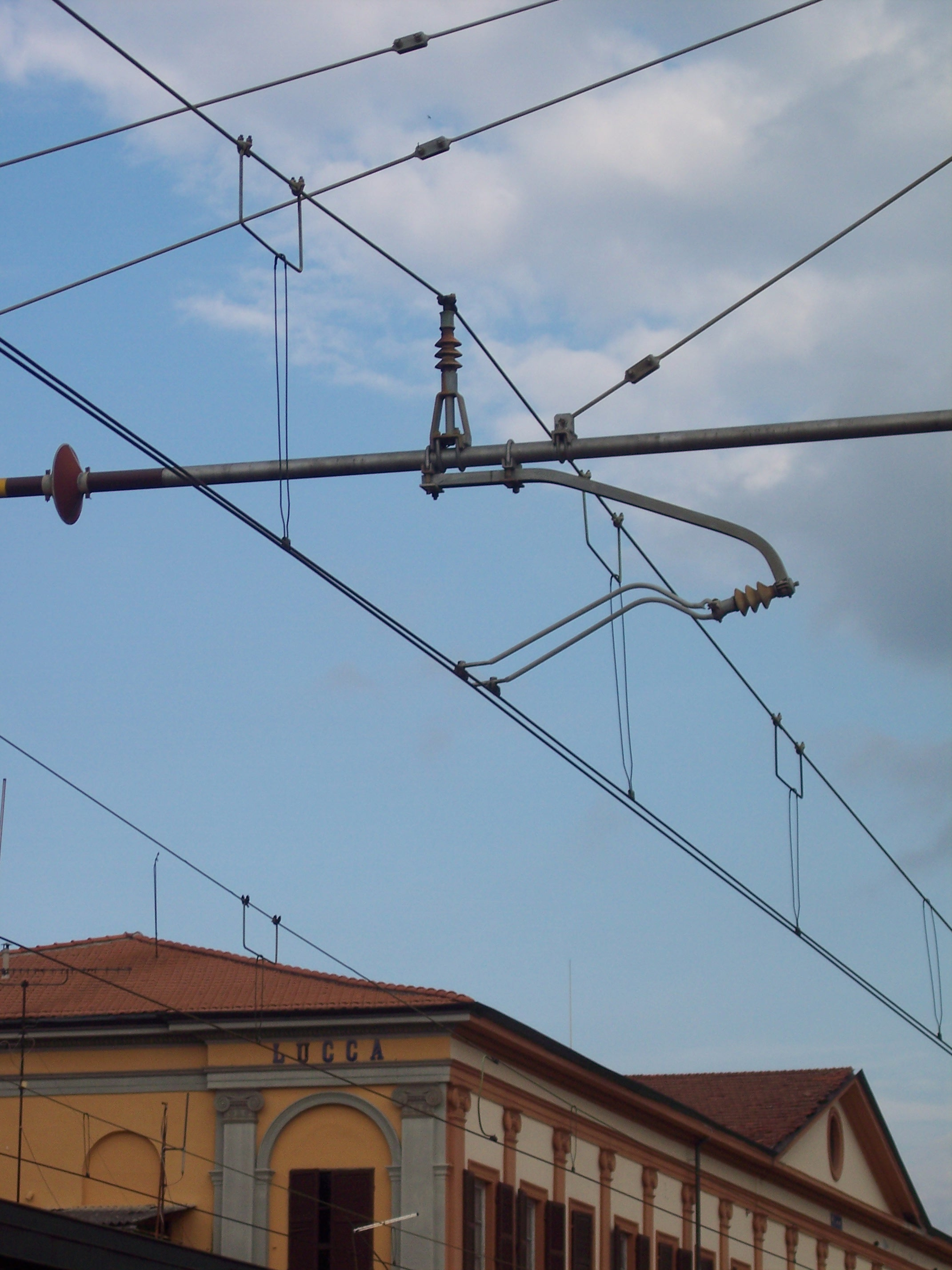
Fahrleitungsstützpunkt italienischer Bauart

Nachdem erste elektrisch angetriebene Bahnen ab 1879 über die Fahrschienen oder eine zusätzliche Stromschiene mit elektrischer Energie versorgt wurden, kam 1881 im Rahmen der ersten internationalen Elektrizitätsausstellung in Paris erstmals eine Überkopf-Fahrstromversorgung durch Schlitzrohrfahrleitung für eine Straßenbahn zur Anwendung.
In der Schweiz ist der Begriff Oberleitung nicht gebräuchlich, es wird nur von Fahrleitung gesprochen. Im Rechtssinne umfasst dieser Begriff auch Stromschienen, im normalen Sprachgebrauch ist mit Fahrleitung aber immer nur die Oberleitung gemeint. Auch im Bereich der ehemaligen Deutschen Reichsbahn ist der Begriff »Fahrleitung« üblich.
Verläuft die Fahrleitung seitlich neben dem Gleis, spricht man von einer Seitenfahrleitung oder Rutenleitung.

## Versorgung

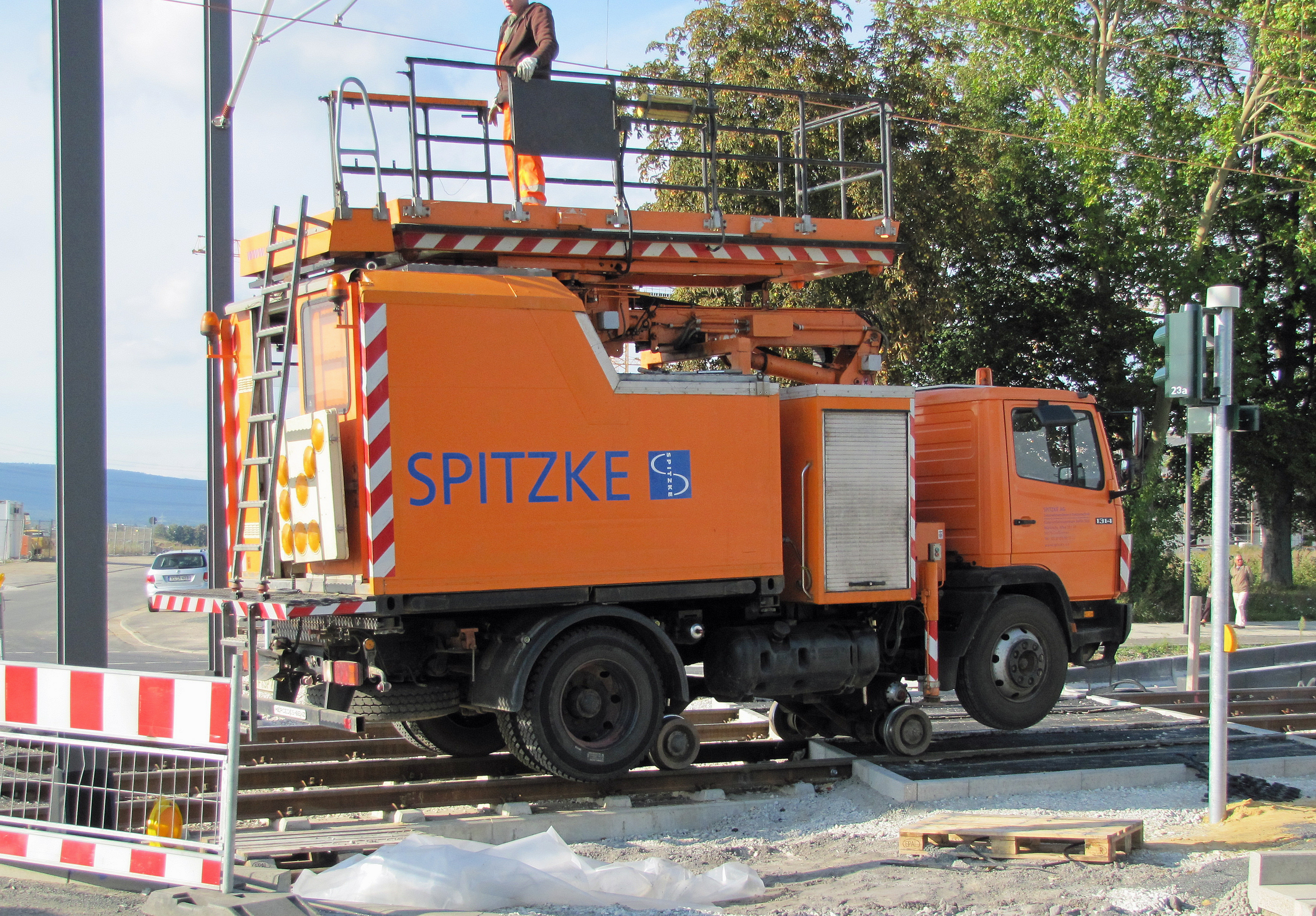
Turmwagen als Zweiwegefahrzeug

Die elektrische Spannung in Oberleitungen beträgt einige hundert Volt bei Straßenbahnen sowie Oberleitungsbussen, bis zu 3 Kilovolt bei mit Gleichspannung und meist 10–25 Kilovolt bei mit Wechselspannung betriebenen Vollbahnen und Industriebahnen (siehe Liste der Bahnstromsysteme).
Zum System von Oberleitungen gehören Unterwerke, die bei Wechselstrombahnen in Abständen von 60 bis 80 km an den Strecken angeordnet sind und von denen die Oberleitung abschnittsweise aus dem nationalen Verbundnetz oder einem eigenen Bahnstromnetz gespeist wird. Bei Gleichstrombahnen beträgt der Unterwerksabstand wegen der wesentlich niedrigeren Spannung und der damit höheren Stromstärken und Leitungsverluste maximal 25 km. Bei Straßenbahn- und Oberleitungsbus-Netzen, die in der Regel mit 600–750 Volt Gleichspannung betrieben werden, wird die Fahrleitung etwa alle drei bis fünf Kilometer aus Unterwerken gespeist.

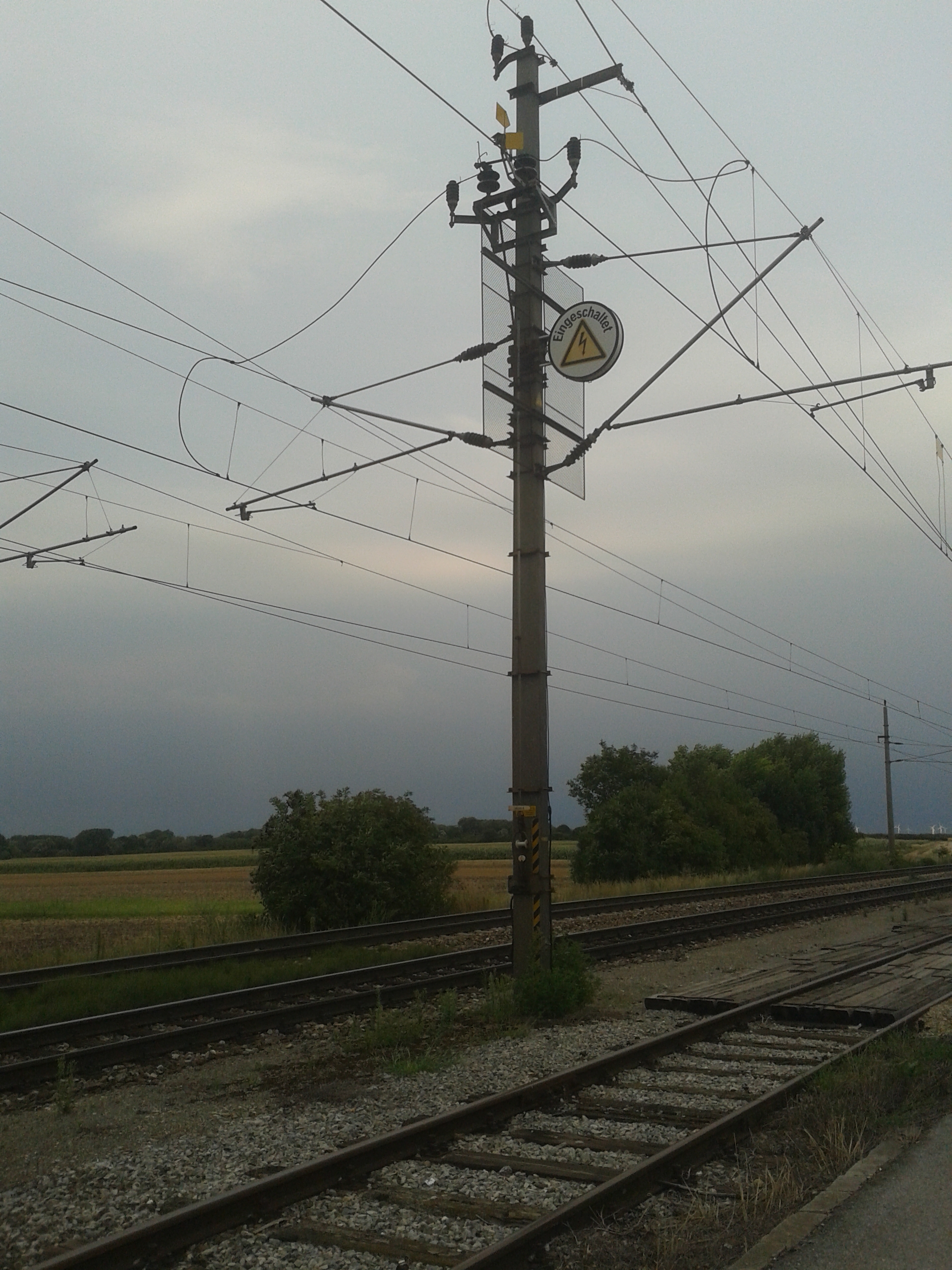
Ladegleisschalter mit Anzeige der ÖBB

Bei Wechselstrombahnen wird die Oberleitung über Mastschalter von den Unterwerken zentral oder örtlich von der Ortssteuereinrichtung auf dem jeweiligen Stellwerk geschaltet. Der Mastschalter verfügt über einen elektrischen Antrieb, der sich am unteren Mastende befindet. Mit einem Gestänge werden Messerkontakte an der Mastspitze bedient, um die Fahrleitungsschaltgruppen an Spannung zu legen oder spannungslos zu schalten oder Schaltzustände des Oberleitungsnetzes zu verändern. Ein eventuell entstehender Lichtbogen wird über Funkenhörner abgeleitet. Der Abstand der Funkenhörner vergrößert sich beim Ausschalten, sodass der Funke durch thermische und magnetische Wirkung nach oben wandert, damit verlängert wird, schließlich über ihnen abreißt und so die Messerkontakte vor Beschädigung schützt. Beim Einschalten ist der Effekt umgekehrt. Mastschalter sind zum Schalten von Lastströmen ausgelegt, bei Kurzschlüssen erfolgt die Abschaltung der Oberleitung durch Leistungsschalter im Unterwerk. Ladegleisschalter sind häufig mit einem Handschalter ortsbedienbar und in der Regel mit einem zusätzlichen Erdungskontakt, gelegentlich auch mit einem klappbaren Signal „Halt für Fahrzeuge mit Stromzuführung“, welches den Schaltzustand der Fahrleitung anzeigt, ausgerüstet.

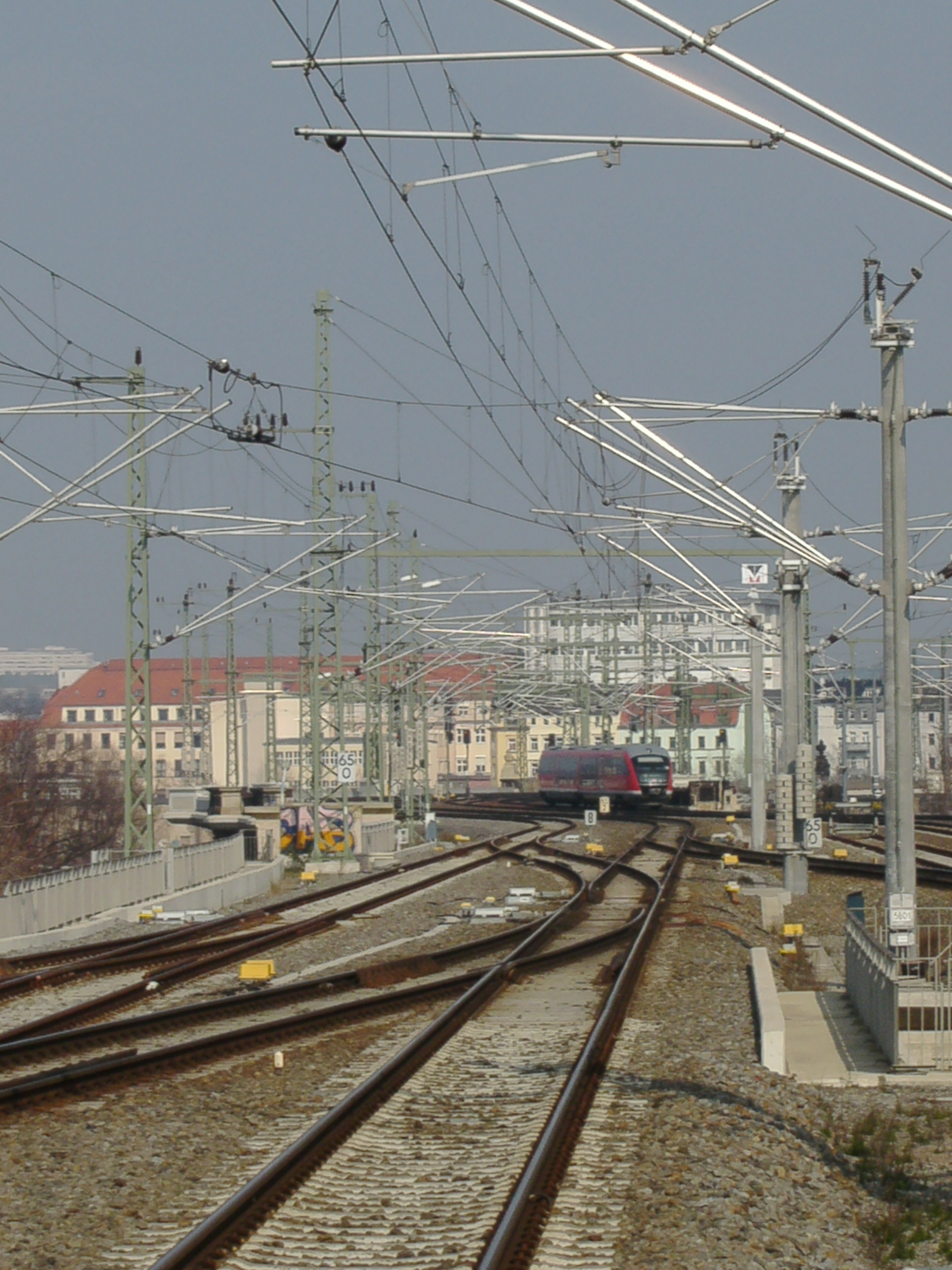
Neugebaute Fahrleitungsanlage im Bahnhof Dresden Mitte

In vielen Ländern, darunter auch Österreich und der Schweiz werden die Schalter meist zentral an einem Schaltgerüst angeordnet, über das sämtliche Schaltgruppen eines Bahnhofes zentral geschaltet werden können.

## Fahrdraht

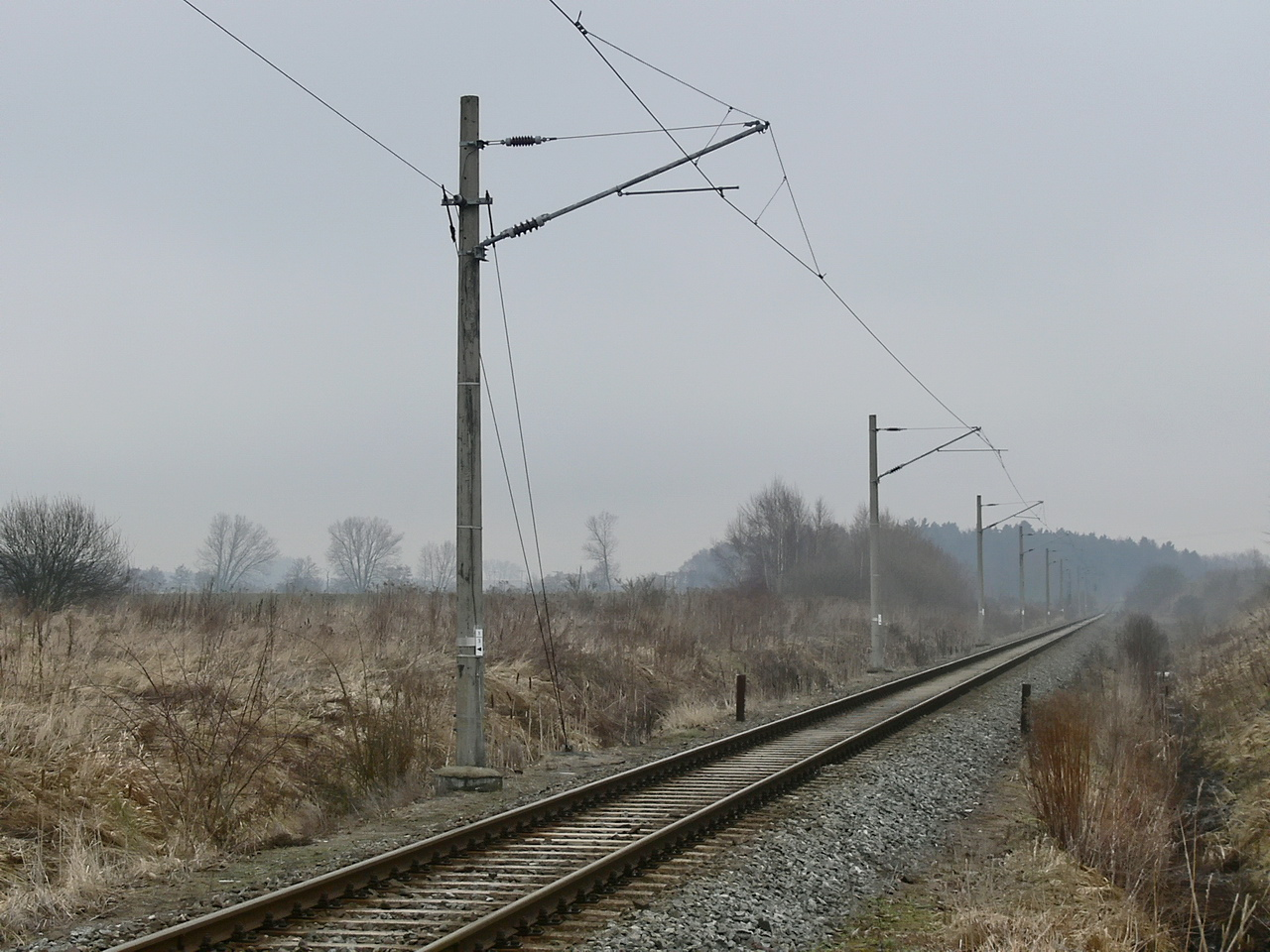
Einfachfahrleitung mit Beiseilaufhängung

Die spezielle Beschaffenheit eines Fahrdrahtes hängt von verschiedenen Faktoren ab, die bei jeder Bahn anders sein können. Insbesondere beeinflussen die zu übertragende Stromstärke, die Spannweite zwischen den Aufhängepunkten, die alleinige Verwendung als Einzeldraht oder die Verwendung zusätzlicher Tragseile (Kettenwerk) sowie auch die Art der Stromabnehmer die Zusammensetzung, Form und Dicke des verwendeten Fahrdrahtes. Die bei der Deutschen Bahn verwendeten Fahrdrähte für Hochgeschwindigkeitsstrecken (typischer Querschnitt 120 mm²) müssen bei einer Leistungsaufnahme eines ICE 1 oder einer ICE-2-Doppeltraktion bis zu 9,6 Megawatt bzw. bei einer ICE-3-Doppeltraktion bis zu 16,0 Megawatt bereitstellen. Neben dieser Traktionsleistung ist weitere Leistung für Hilfsbetriebe wie Licht und Heizung bereitzustellen. Bei der verwendeten Spannung von 15 Kilovolt sind somit Ströme bis zu etwa 1400 Ampere möglich. Eisenbahnfahrleitungen sind in der Regel als Kettenwerk ausgeführt. Einfachfahrleitungen sind lediglich dort zu finden, wo nur mit mäßiger Geschwindigkeit gefahren wird, also auf traditionellen Straßenbahnstrecken, auf Stumpf- und Nebengleisen, bei kleineren Werkbahnen und bei rückbaren Strossengleisen im Bergbau.
Mit der Einführung der Eisenbahn-Bau- und Betriebsordnung wurde in der Bundesrepublik Deutschland im Mai 1967 für 15-Kilovolt-Oberleitungen eine Mindestfahrdrahthöhe von 4,95 m eingeführt. Zuzüglich einer Anhebung durch den Stromabnehmer in Höhe von 10 cm und eines Mindestsicherheitsabstands zu nicht unter Spannung stehenden Anlagenteilen von 15 cm ergab sich eine Mindesthöhe von 5,20 m. Als Regelhöhe wurde, mit einem Mindestabstand zu nicht spannungsführenden Teilen von 30 cm, 5,35 m festgelegt.
Die Regelfahrdrahthöhe bei der DB Netz beträgt 5,5 Meter, bei Hochgeschwindigkeitsstrecken 5,3 Meter. Der Fahrdraht darf sich bei ihr mindestens 4,95 Meter, bei S-Bahn-Strecken im Tunnel 4,8 Meter, und höchstens 6,5 Meter über der Schienenoberkante befinden. Diese Höhe ist in Deutschland seit 1965 üblich. Historisch hat sich damit die Fahrdrahthöhe gesenkt, 1932 betrug sie noch 6,25 m, ab 1950 6 m, ab 1960 5,75 m. Auf Neubaustrecken beträgt die Höhe sogar nur 5,3 m.

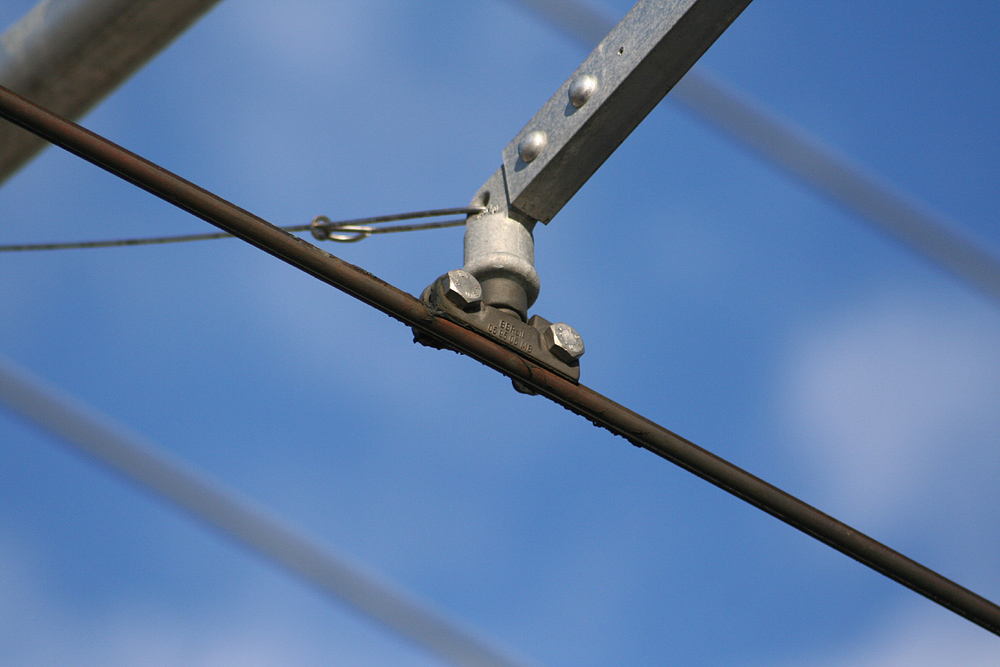
Befestigung des Fahrdrahtes am Seitenhalter eines Oberleitungsmastes

Der Fahrdraht hat zur besseren Befestigung seitlich zwei Rillen (Rillenfahrdraht) und besteht normalerweise aus Kupfer, entweder chemisch rein oder mit geringem Cadmium-, Silber-, Zinn- oder Magnesiumanteil, um seine Zugfestigkeit zu erhöhen. Zur Verstärkung der Zugfestigkeit kann der Fahrdraht neben dem Kupfermantel auch eine Seele aus Stahldraht enthalten. In Zeiten hoher Kupferpreise (zuletzt um etwa 2020?) sind auch Versuche mit Aluminium- und Stahlfahrdraht unternommen worden, die jedoch unbefriedigend verliefen. Leicht zugängliche Erdungsanschlüsse, Schienenverbinder und Ähnliches werden, weil diebstahlsgefährdet, seit etwa 2020 in Österreich überwiegend in Aluminium ausgeführt. Die Deutsche Reichsbahn verwendete für Fahrleitungsmasterden sowie Gleis- und Schienenverbinder bis in die Neunziger starren Stahldraht und für oberstromführende Stoßspringer, Diagonalverbinder und Drosselanschlussseile sowie -mittenverbinder feindrähtiges Kupferseil. Nach 2000 kam in Deutschland zunächst feindrähtiges Stahlseil auf, ab etwa 2015 ebenfalls das allerdings deutlich starrere Aluminiumseil.
Damit die Paletten der Stromabnehmer bei schnellerer Fahrt nicht vom Fahrdraht abheben, wird ein (bei Andrücken von unten) möglichst sanfter Höhenverlauf angestrebt. Der auf Trommeln gelieferte Fahrdraht wird beim Einbau im Durchlauf durch ein Rollensystem gerichtet. Entstehen bei der Montage doch kleinere Buckel, können diese in Augennähe abgesehen und händisch ausgebessert werden: Eine in Härte, Steife und Masse passende Holzlatte (typisch 5 × 5 × 60 cm) wird, die Mulde überbrückend, von oben oder unten an den Fahrdraht gehalten, und mit dosierten Schlägen eines bombierten Gummihammers wird der Drahtbuckel gegenüber »niedergebügelt«. Eventuell müssen dafür Hänger gelöst werden. Zum Richten einer Verdrillung von Rillendraht kooperieren zwei Personen auf der Hebebühne mit je einem 50 cm langen Greifhebel.
In Tunneln werden unter Umständen Rillenfahrdrähte in Aluminiumprofile geklemmt (Stromschienenoberleitung), um die Bauhöhe zu verringern und eine gegenüber Einzeldrähten bzw. Kettenwerken höhere Steifigkeit zu erreichen.
In Gleichstromnetzen (mit daher niedrigerer Spannung) vieler Länder werden wegen der hohen Stromstärken zwei in geringem Abstand parallel geführte Fahrdrähte (Doppelfahrdraht) verwendet. Nachteilig ist bei dieser Anordnung, dass beide Fahrdrähte verschleißen. Insbesondere in Tschechien und der Slowakei sind dafür Tragseile mit größerem Querschnitt und zusätzliche Verstärkungsleitungen über die Mastköpfe üblich. Diese Verstärkungsleitungen sind etwa an jedem zweiten Stützpunkt mit dem Kettenwerk verbunden.

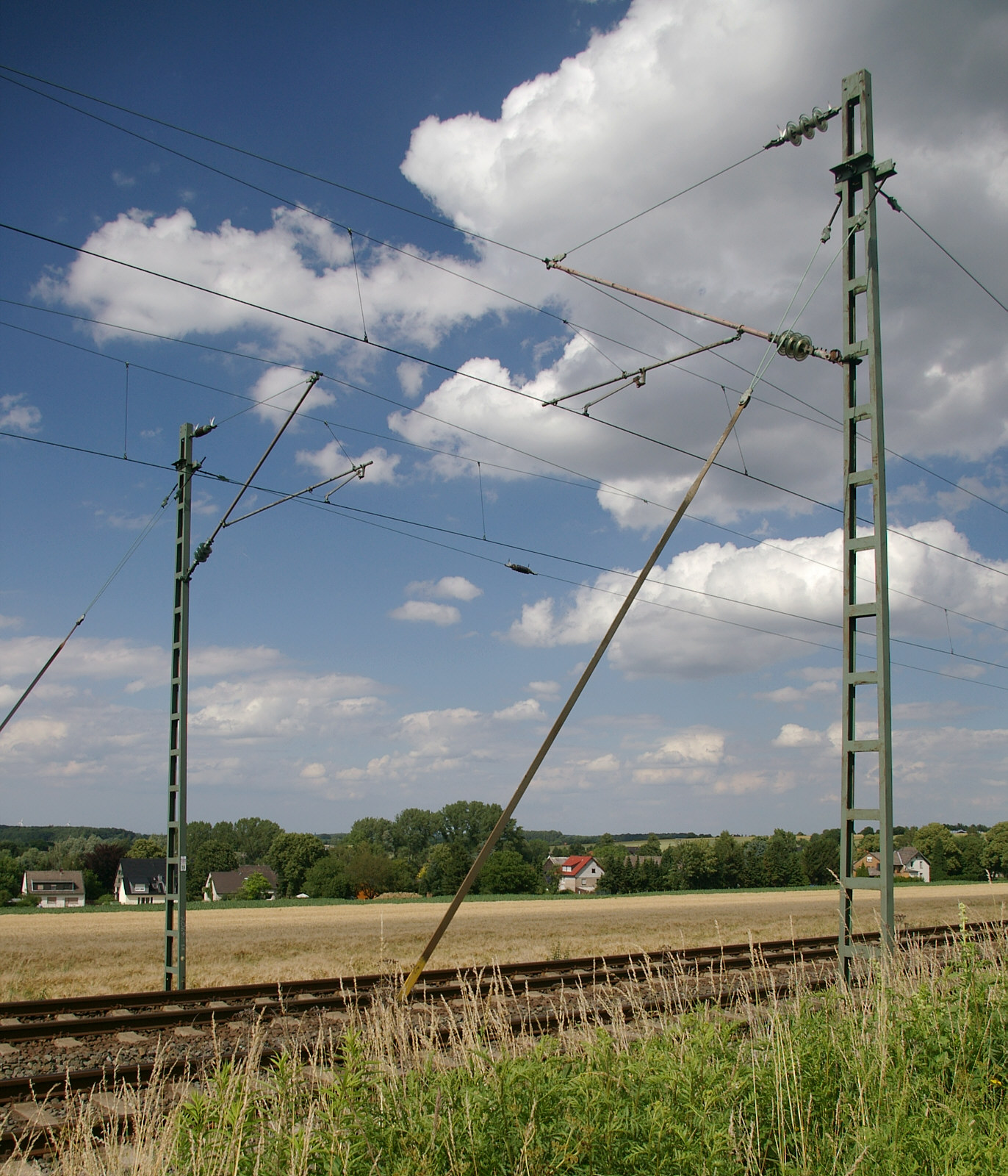
Stahlflachmasten deutscher Bauart

## Masten

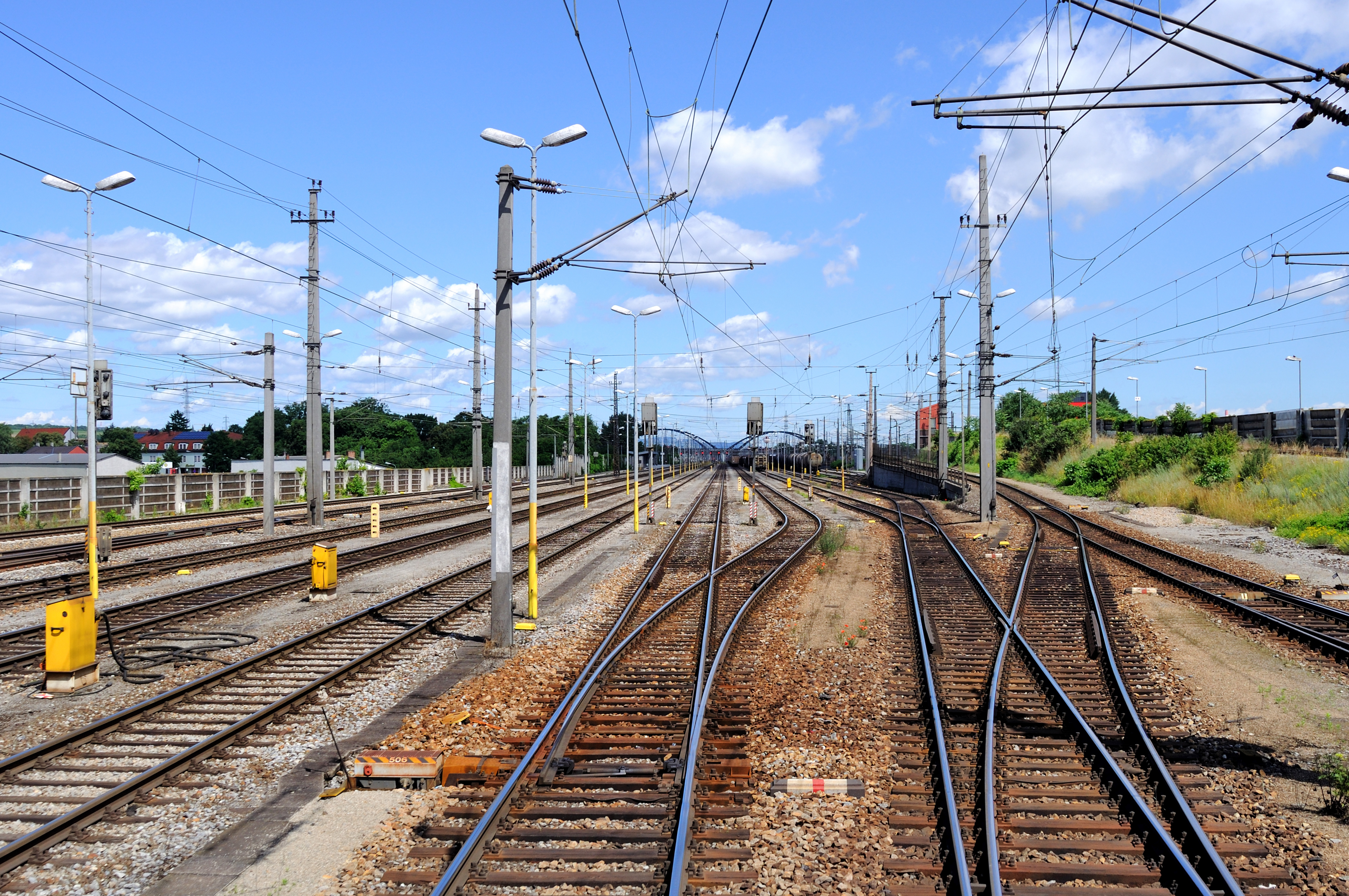
ÖBB-Fahrleitung im Bereich der Ausfahrgruppe des Zvbf. Kledering

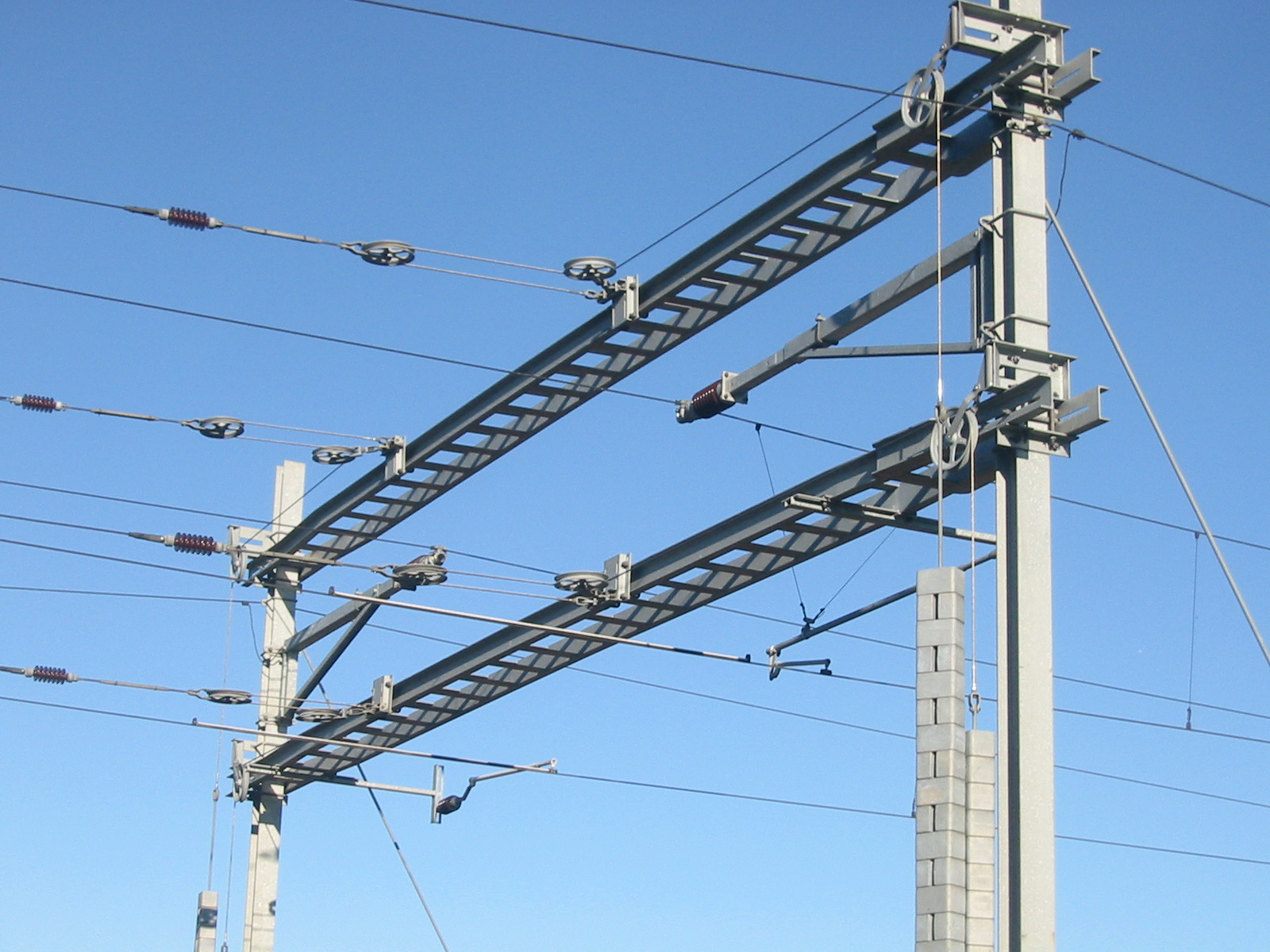
Oberleitung an Portalmasten der Schweizerischen Bundesbahnen mit Nachspannung über einen Flaschenzug und Stahlgewichte

Die Masten der Oberleitung können aus Holz, Schleuderbeton (mit Stahleinlage) oder Stahl gefertigt sein. Holzmasten werden kaum noch verwendet, kommen aber in einigen lawinengefährdeten Gebieten der Schweiz sowie in Skandinavien zum Einsatz. Beton- und Stahlmasten wurden früher in ausgehobene Baugruben eingesetzt (»Einsetzmasten«), danach wurde die Baugrube mit Beton verfüllt. Einsetzmasten sind jedoch nur schwer zerstörungsfrei entfernbar. Zur Erleichterung der Montage wurden deshalb Aufsetzmasten mit Flansch entwickelt, die auf Ortbeton- oder Fertigteilfundamente aufgesetzt und verschraubt werden. Wenn möglich, werden die Mastfundamente seit einigen Jahren bevorzugt gerammt. Für Aufsetzmasten wird auf den Rammträger ein Betonfundamentkopf aufgesetzt, bei Schleuderbetonmasten endet der Rammträger auf seiner Oberseite in einem Rohr. Auf dieses wird der Mast aufgesetzt, danach wird der Zwischenraum mit Beton verfüllt. Neben den nur quer zum Gleis belastbaren Flachmasten existieren für Fälle, wo auch Zugkräfte in Gleisrichtung aufgenommen werden müssen (beispielsweise für Radspanner), Winkelmasten mit quadratischem oder rechteckigem Querschnitt. Turmmasten für Quertragwerke sind ebenfalls Winkelmasten. Rechteckstahlbetonmasten wurden ebenfalls entwickelt, sie setzten sich jedoch in Deutschland nicht durch. Zu sehen sind sie beispielsweise auf vielen Bahnhöfen der Strecke Halle–Cottbus. In Österreich hingegen sind Rechteckbetonmasten seit Einführung der Regelfahrleitung von 1949 sowohl bei Einzelstützpunkten als auch bei Turmmasten für Quertragwerke Standard. In vielen Ländern wie Tschechien, der Slowakei, Slowenien und Italien werden vorwiegend Stahlrohrmasten genutzt.
Bei modernen Oberleitungsmasten hängt das Kettenwerk meist an einem Ausleger. Bei vielen parallel nebeneinanderlaufenden Leitungen in Bahnhöfen etc. werden statt neben jedem Gleis angeordneter einzelner Masten Portale (in der Schweiz, wo ausschließlich so gebaut wird, werden diese Joche genannt) oder Quertragwerke aus Trag- und Richtseilen verwendet, von denen aus mehrere Gleise mit Fahrdrähten überspannt werden. In Österreich und Deutschland werden Quertragwerke bei Neu- und Umbauten über Hauptgleisen soweit möglich in Einzelstützen aufgelöst, da ihr Schwingungsverhalten vor allem bei höheren Fahrgeschwindigkeiten ungünstig ist. Eine italienische Spezialität sind Mehrgleisausleger, mit denen bei mittiger Mastaufstellung bis zu sechs Gleise überspannt werden können.
Die Fahrleitungsmasten werden auch für die Aufhängung von Speiseleitungen (Bahnstromleitungen) von der Schaltstelle oder vom Unterwerk zu entfernteren, separat zu speisenden Oberleitungsabschnitten genutzt. Dafür werden höhere Masten verwendet, damit die Speiseleitungen in ausreichendem Abstand zum Kettenwerk geführt werden. Die Speiseleitungen werden meist an Traversen aufgehängt, einzelne Leiter auch auf stehenden Isolatoren auf der Mastspitze.
Der gegenseitige Abstand der Oberleitungsmasten hängt von der Streckenführung ab und ist in Bögen in der Regel geringer als bei geraden Strecken. Auch bei geraden Strecken ist er nicht konstant, sondern abhängig vom verwendeten Stromsystem und den Windverhältnissen. Gleichstromsysteme mit niederen Spannungen erfordern schwerere Oberleitungen als Wechselstromsysteme mit höheren Spannungen und haben deshalb geringere Mastabstände. Auch in sturmreichen Gebieten werden oft kleinere Mastabstände verwendet, um eine sichere Kontaktabnahme zu ermöglichen. Bei der Deutschen Bahn kommen maximale Mastabstände von 80 m vor, allerdings werden heute bei Komplettneubauten keine Mastabstände mit über 67 m verwendet, um auch ausländischen Fahrzeugen mit »Europaletten« mit einer Breite von 1600 mm eine sichere Stromabnahme zu ermöglichen. Dafür wurde der Seitenausschlag des Fahrdrahtes auf ±300 mm reduziert. Begrenzend für den Einsatz dieser Paletten sind aber häufig die diese Strecken begrenzenden Bahnhöfe, in denen die Fahrleitung weiterhin mit einem Seitenausschlag von ±400 mm reguliert wird. In Dänemark werden auch für Schnellfahrstrecken Mastabstände von bis zu 100 m verwendet.

## Bahnerdung
Eine Erdung aller im Oberleitungsrissbereich befindlichen leitfähigen Teile ist zur Sicherung gegen ungewollten Kontakt mit spannungsführenden Teilen notwendig. Prinzipiell werden jeder Mast und jeder elektrisch leitende Anlagenteil im Rissbereich (dazu gehören auch Brückengeländer und Ähnliches) mit jeweils eigenen Erdseilen unmittelbar mit dem Gleis verbunden. Auch Schleuderbetonmasten (innen mit Stahl bewehrt) und deren leitende Anbauteile werden durch ein Erdseil mit den Fahrschienen verbunden. Im Falle eines Kurzschlusses werden so das Ansprechen einer Überstromschutzeinrichtung und eine automatische Abschaltung der Oberleitung erreicht. Zusätzlich werden die beiden Schienen eines Gleises in regelmäßigen Abständen miteinander leitend verbunden, und es gibt in größeren Abständen Verbindungen zum bzw. zu den Nachbargleisen. Sind Gleisfreimeldeanlagen in Form von einschienig isolierten Gleisstromkreisen vorhanden, werden die Erdleitungen nur mit der geerdeten Schiene verbunden. Um eine sichere Schalterauslösung auch bei Berührung mit der isolierten Schiene zu gewährleisten und die Sicherungstechnik vor Schäden durch den Kurzschlussstrom zu schützen, werden einschienig isolierte Gleisstromkreise mit Spannungsdurchschlagsicherungen ausgerüstet.
In Sonderfällen wird ein Erdseil entlang der Strecke an der gleisabgewandten Seite der Oberleitungsmasten angebracht. Dies dient als Blitzschutz und Sicherheitsvorkehrung für den Fall, dass (beispielsweise während Bau- oder Unterhaltsarbeiten) die individuelle Erdung eines Mastes beschädigt wird. Über das Erdseil wird jeder Oberleitungsmast mit seinen Nachbarn elektrisch leitend verbunden.  Außerdem verbessert das Erdseil die Rückleitung des Stroms zum einspeisenden Unterwerk, die über die Fahrschienen erfolgt. Das Erdseil auf Fahrdrahthöhe dient daneben auch der Funkentstörung. Da dieses Erdseil als ein guter elektrischer Leiter und Empfänger in der Nähe ist, können bei etwaigen Lichtbögen auftretende elektromagnetische Wellen praktisch zu großen Teilen an der Quelle aufgefangen werden.
In der Schweiz ist das Erdseil die Regelausführung, wegen des nötigen Querschnittes können es in Unterwerksnähe bis zu drei Stück sein.

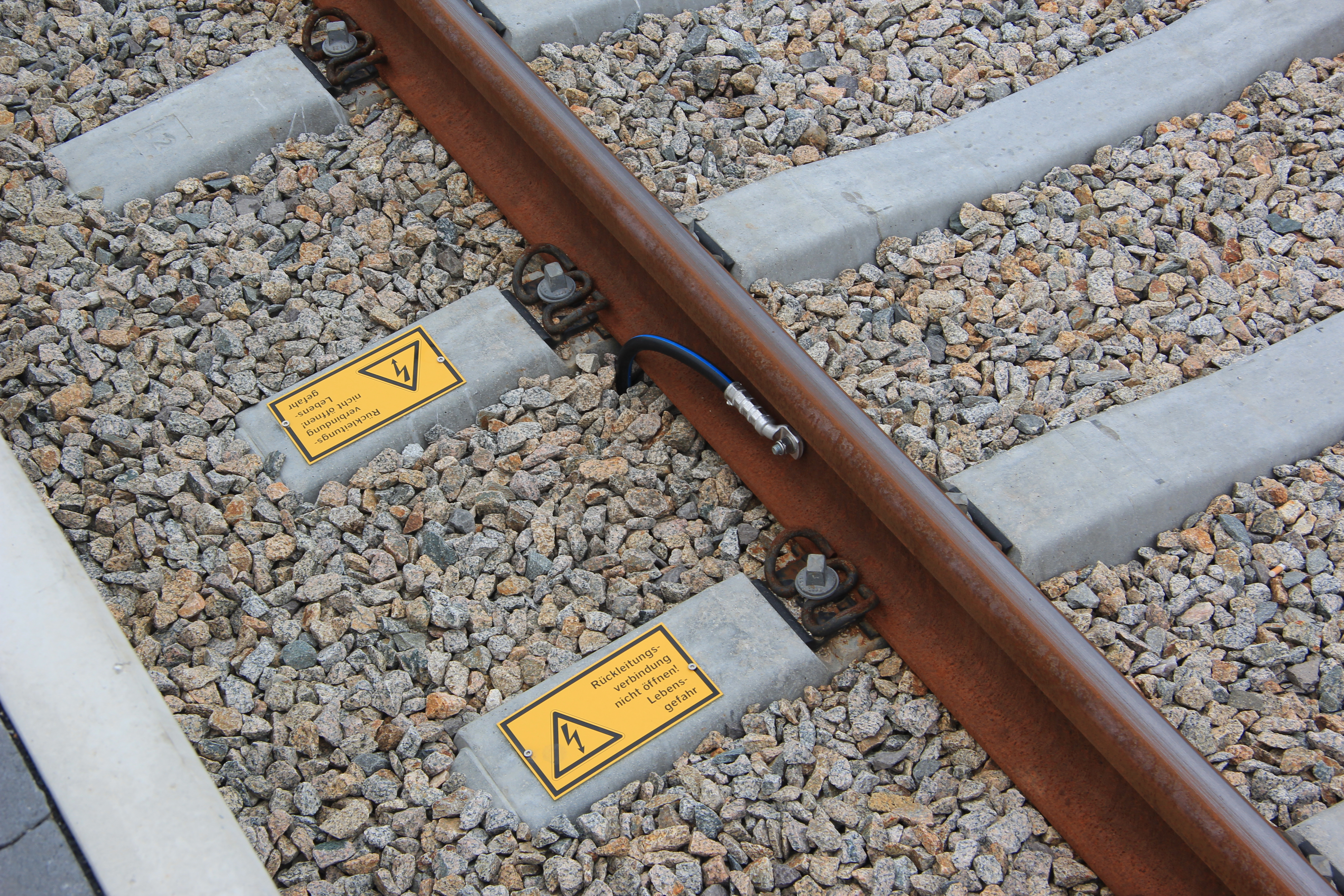
Fahrschiene mit Rückleitungsanschluss

Das Potenzial der Bahnerde ist entlang der Strecken über die Hauptpotentialausgleichsschiene mit 50 mm² mit dem geerdeten Neutralleiter des öffentlichen Stromnetzes und damit auch mit metallischen Versorgungsleitungen verbunden.
Bei Gleichstrombahnen muss die Rückleitung positiver gegenüber Versorgungsleitungen oder auch Bewehrungen (z. B. Tunnelerde) sein, um Elektrokorrosion an diesen systemfremden geerdeten Metallteilen zu vermeiden. Daher werden die Schienen nicht fest mit Rohrleitungen und anderen geerdeten Teilen verbunden. Das Gleis nimmt (bei positiver Oberleitung) dann durch den Laststrom ein positives Potenzial gegen Erde an, sodass Elektrokorrosion nur an den Schienen selbst auftritt.
Um zu vermeiden, dass die Rückleitung von Gleichstrombahnen beispielsweise bei Kurzschlüssen oder hohen Spannungsfällen entlang der Gleise zu hohe Spannungen gegenüber dem Erdpotential annimmt, werden Erdungskurzschließer eingesetzt, diese überwachen die Spannungsdifferenz und verbinden die Rückleitung vorübergehend mit der (Wasser)erde.

## Fahrleitungssysteme

### Bezeichnung
Im Netz der Deutschen Reichs- und Bundesbahn, seit 1994 im Netz der Deutschen Bahn, werden die unterschiedlichen Fahrleitungssysteme nach der Höchstgeschwindigkeit eingeteilt und auch bezeichnet, für die sie zugelassen sind. Dabei stand die Abkürzung Re ursprünglich für Regelfahrleitung, später für Regeloberleitung. Seit 1982 lautet die amtliche Bezeichnung „Regeloberleitung der DB. Bauart bis xxx km/h“, wobei xxx für die jeweilige Geschwindigkeit steht, in Stufen von 75, 100, 120, 160, 200, 230, 250 und 330 km/h. Die Bauarten Re 75, Re 120 und Re 160 werden inzwischen nicht mehr neu eingebaut. Bis 100 km/h wird bei Neubauten die Re 100 verwendet, für mit 100 bis 200 km/h die Re 200. Der Einsatz von Fahrleitungen in Siemens-Firmenbauart (Sicat) nach der Jahrtausendwende fiel in eine Zeit, als die Deutsche Bahn Bauleistungen funktional ausschrieb und keine bestimmte Bauart vorgab. Sicat-Fahrleitungen wurden seitdem nicht mehr neu eingebaut.
Die Deutsche Reichsbahn vereinfachte die Bauarten Re 75, Re 120 und Re 160 in den 1970er Jahren zu nur noch zwei Regelfahrleitungsbauarten Re1 für Geschwindigkeiten bis und Re2 über 100 km/h.
| Bezeichnung | Zugelassene Geschwindigkeit | Lichte Mindesthöhe unter Bauwerken auf freier Strecke im Normalbereich der Kettenwerke | Lichte Mindesthöhe unter Bauwerken im Bereich der Nachspannungen, Streckentrennungen, Streckentrennern und in Bahnhöfen | Verwendung | Bemerkung |
| ----------- | --------------------------- | -------------------------------------------------------------------------------------- | --- | --- | --- |
| Re 100      | bis 100 km/h                | 5,7 m                                                                                  | 6,2 m | Nebenstrecken, Hauptstrecken, Bahnhofsrand- und -nebengleise, Zugbildungs- und Abstellanlagen                  | ohne Y-Beiseil, ursprünglich mit einfachen Seitenhaltern, bei Neubauten werden die Seitenhalter auch bei Re 100 durch ein Stützrohr getragen. |
| Re 120      | bis 120 km/h                | 5,7 m                                                                                  | 6,2 m | Nebenstrecken, Hauptstrecken Beispiel: Bahnstrecke Erfurt–Sangerhausen                                         | mit kurzem Y-Beiseil (mit einem Hänger), auf Druck beanspruchte Seitenhalter werden von einem Stützrohr getragen                              |
| Re 160      | bis 160 km/h                | 5,7 m                                                                                  | 6,2 m | Hauptstrecken Beispiel: Bahnstrecke Neustrelitz–Warnemünde                                                     | mit langem Y-Beiseil (mit zwei Hängern), alle Seitenhalter werden von einem Stützrohr getragen                                                |
| Sicat S 1.0 | bis 230 km/h                | 5,7 m                                                                                  | 6,2 m | Neubaustrecken der 2000er und 2010er Jahre Beispiel: Abzweig Breckenheim–Wiesbaden                             | Oberleitungstyp von Siemens, Weiterentwicklung der Bauform Re 160                                                                             |
| Re 200      | bis 200 km/h                | 5,9 m                                                                                  | 6,2 m | Ausbaustrecken Beispiel: Bahnstrecke Halle–Berlin                                                              | mit Y-Beiseil |
| Re 200mod   | bis 230 km/h                | 5,9 m                                                                                  | 7,9 m | Ausbaustrecken Beispiele: Bahnstrecke Bremen–Hamburg Bahnstrecke Berlin–Hamburg                                | mit Y-Beiseil seit dem 6. Juni 1999 |
| Re 250      | bis 250 km/h*               | 5,9 m                                                                                  | 7,9 m | Neubaustrecken der 1980er und 1990er Jahre Beispiel: Schnellfahrstrecke Hannover–Würzburg                      | mit Y-Beiseil; * seit 1996 bis 280 km/h wird auf der Schnellfahrstrecke Madrid–Sevilla mit 300 km/h befahren                                  |
| Re 330      | bis 330 km/h                | 7,4 m                                                                                  | 7,9 m | Neubaustrecken der 2000er und 2010er Jahre Beispiel: Schnellfahrstrecke Nürnberg–Ingolstadt, Erfurt–Gröbers    | mit Y-Beiseil |
| Sicat H 1.0 | bis 400 km/h                | 7,4 m                                                                                  | 7,9 m | Neubaustrecken der 2000er und 2010er Jahre Beispiel: Schnellfahrstrecke Köln–Rhein/Main, Leipzig Messe–Gröbers | Oberleitungstyp von Siemens, Weiterentwicklung der Bauform Re 330                                                                             |

### Erste Systeme

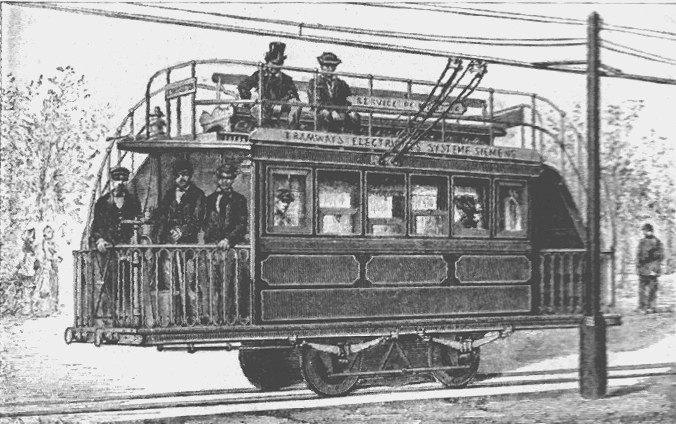
Seitlich aufgehängte Schlitzrohrfahrleitung; Paris 1881
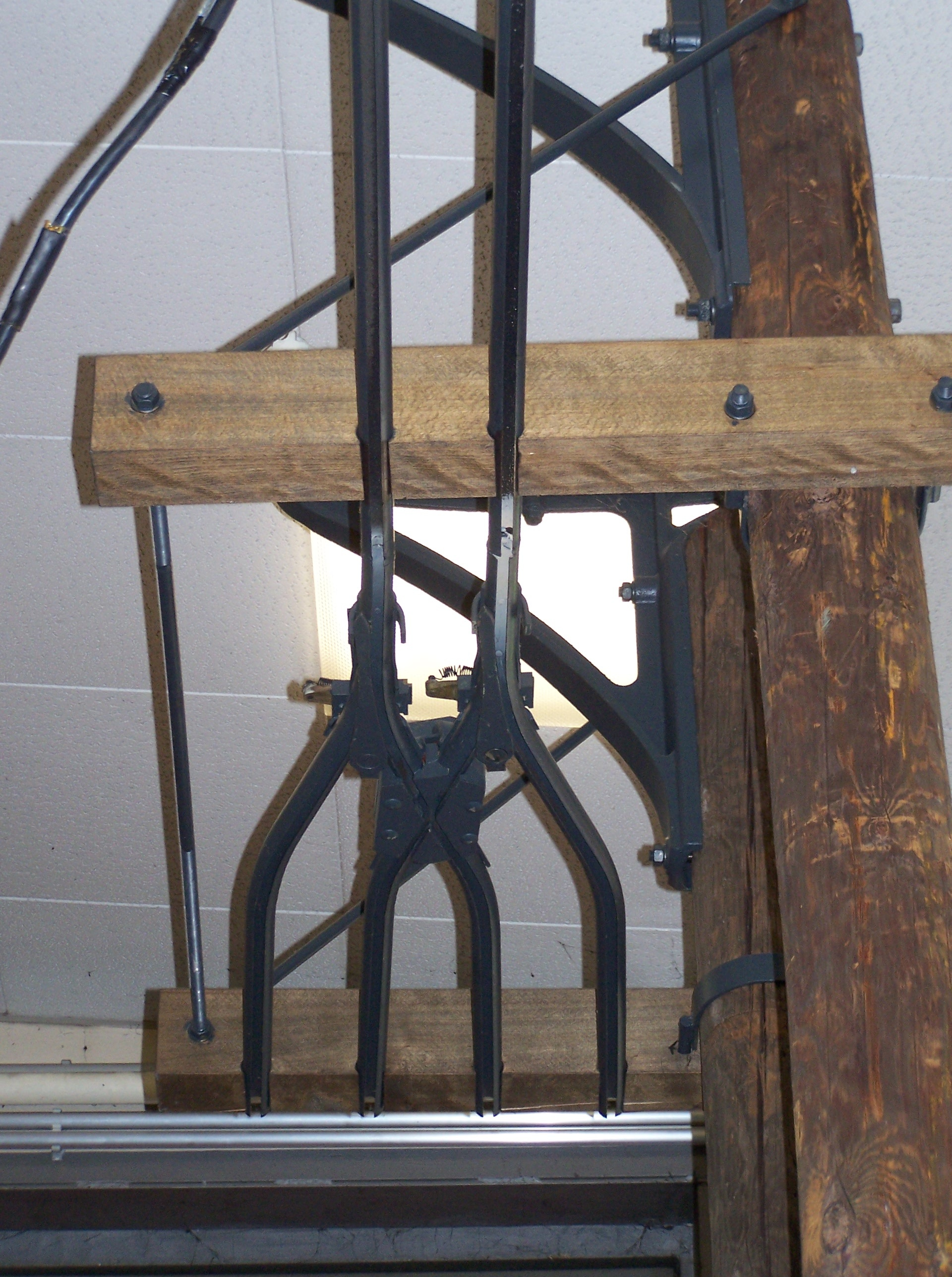
Weiche einer Schlitzrohrfahrleitung der FOTG im Verkehrsmuseum in Frankfurt-Schwanheim
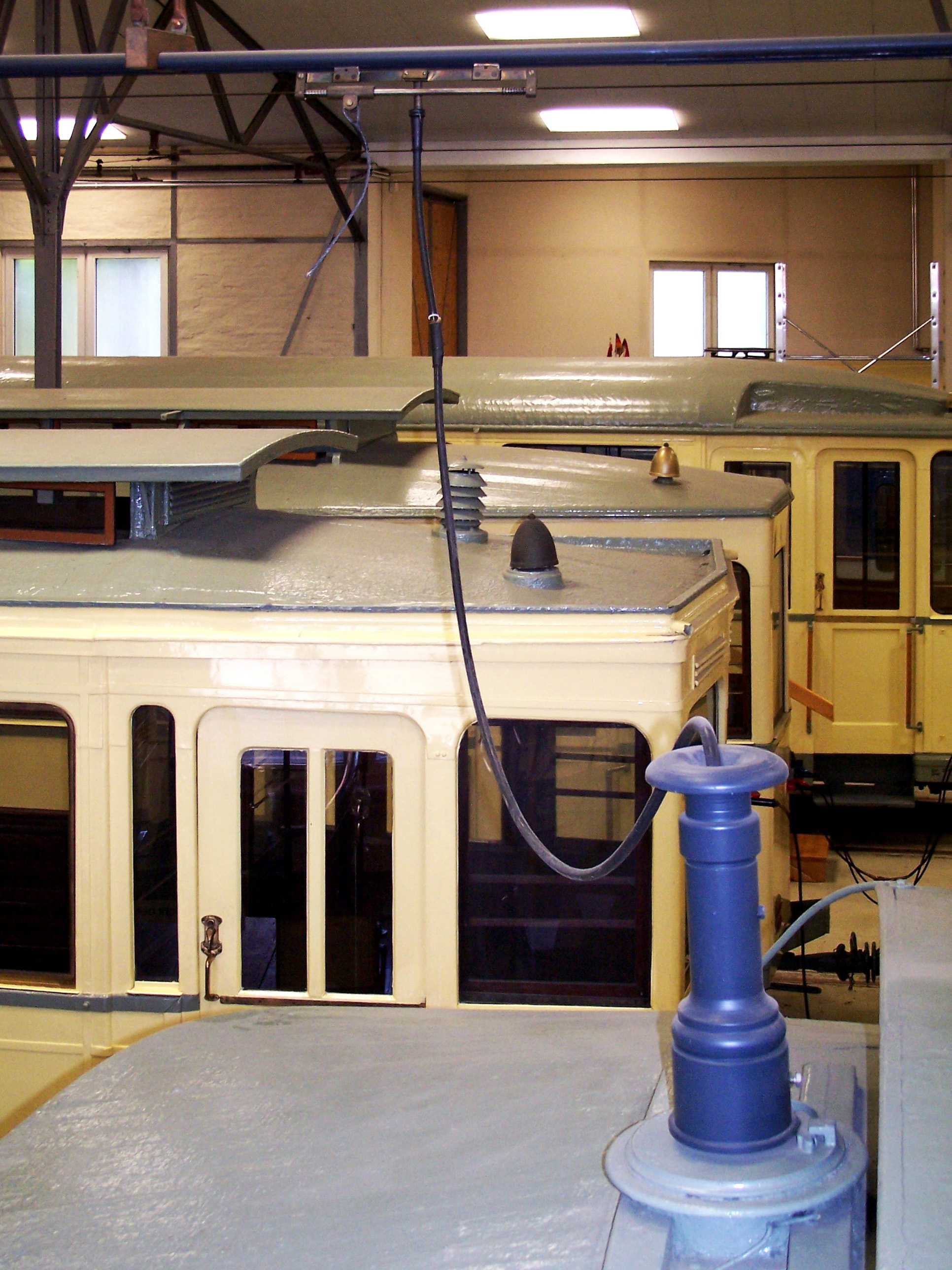
Stromabnehmer an einem der beiden Pole der Schlitzrohrfahrleitung der FOTG
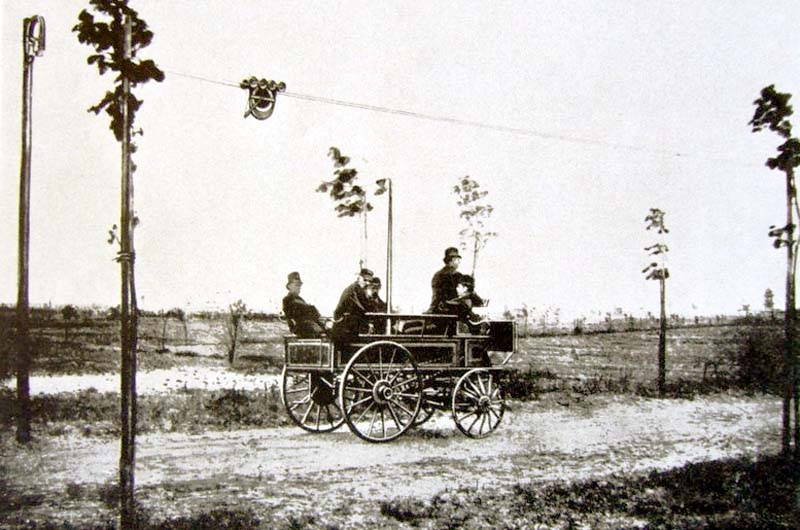
Das Elektromote von 1882 gilt mit seiner zweipoligen Oberleitung als Urahn des Oberleitungsbusses

#### Schlitzrohrfahrleitung
Nachdem erste elektrisch angetriebene Bahnen ab 1879 über die Fahrschienen oder eine dritte Stromschiene versorgt wurden, gab es eine erstmalige Anwendung einer Fahrstromversorgung mittels Oberleitung bei einer Straßenbahn in Paris im Jahr 1881. Den Angaben zufolge handelte es sich um eine Schlitzrohrfahrleitung.
Diese ersten über Kopfhöhe bzw. über Fahrzeughöhe angebrachten Fahrleitungen bestanden aus einem oder zwei auf der Unterseite geschlitzten Rohren, in denen sich längs bewegliche Metallschiffchen als Stromabnehmer für das darunter fahrende Triebfahrzeug befanden. Diese Schleifer wurden an Seilen oder Stangen vom Fahrzeug mitgezogen.
Weitere Verwendung fand dieses System jeweils 1884 bei der Lokalbahn Mödling–Hinterbrühl und der Frankfurt-Offenbacher Trambahn-Gesellschaft (FOTG) sowie ab 1888 bei der Straßenbahn Vevey–Chillon in der Schweiz.

#### Seitliche Lage über dem Gleis

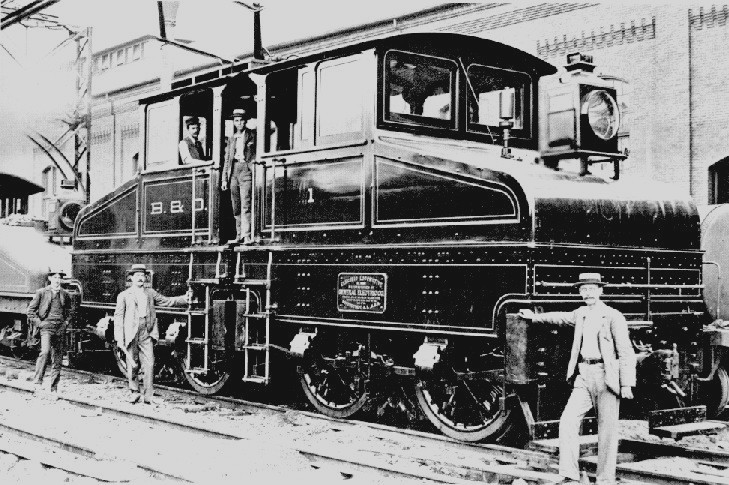
Am Dach der B&O-Elektrolok ist der schräg zur Seite neigende Stromabnehmer zu erkennen (1895)

Erste Oberleitungen waren zudem oft neben dem Gleis in passender Höhe aufgehängt. Damit wurde zunächst die aufwändigere Anbringung mit Auslegern mittig über dem Gleis vermieden. Bahnen, bei denen dies durchgeführt wurde, waren beispielsweise die oben erwähnte Pariser Straßenbahn, die Versuchsstrecke der Studiengesellschaft für Elektrische Schnellbahnen auf der Militäreisenbahn bei Berlin, der ehemaligen Maggiatalbahn im Schweizer Kanton Tessin, die Tunnelstrecke der Baltimore and Ohio Railroad und die Flachstrecke der Oberweißbacher Bergbahn. Bei der Uetlibergbahn in Zürich wurde die seitliche Anordnung gewählt, um dasselbe Gleis sowohl mit Gleichstrom für die Uetlibergbahn als auch mit Wechselstrom für die Sihltalbahn elektrifizieren zu können.
Bei modernen elektrischen Grubenbahnen kommen sie ebenfalls zum Einsatz, da die Seitenfahrleitung ein Befüllen der offenen Förderwagen von oben nicht behindert.

#### Einfachfahrleitung

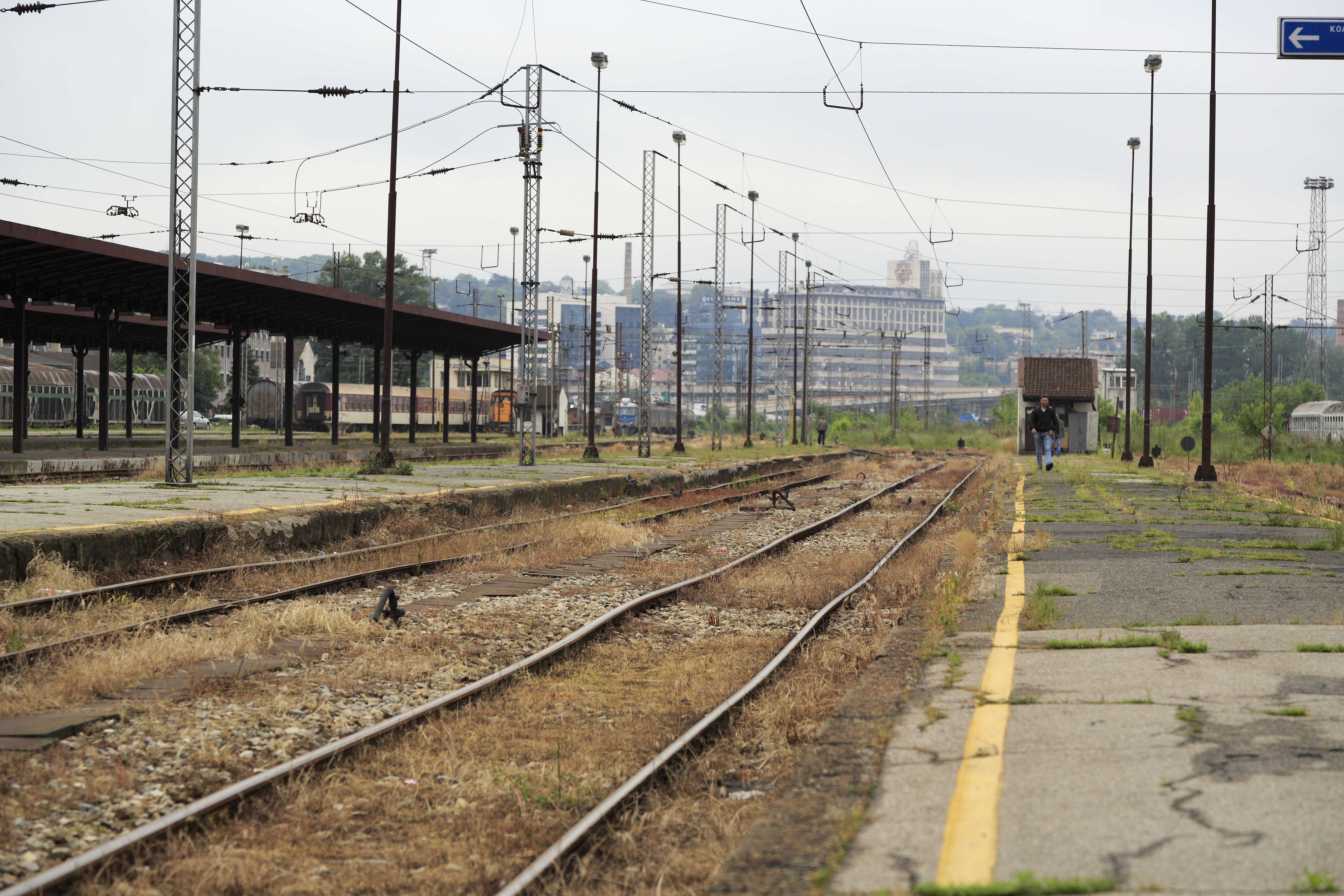
Einfachfahrleitung ohne Beiseilaufhängung im Bahnhof Beograd

Vor allem bei Straßenbahnen, vereinzelt aber auch auf Vollbahnen, die preiswert elektrifiziert werden sollten, wird eine mechanisch einfache Konstruktion verwendet. Dabei wird beispielsweise auf zusätzliche Tragseile und aufwändige Spann- und Dämpfungskonstruktionen verzichtet. Die möglichen Stützpunktabstände sind kleiner als bei aufwändigeren Fahrleitungssystemen. Mit Beiseilaufhängung sind wegen der fehlenden Schwingungsdämpfung Geschwindigkeiten bis etwa 100 km/h möglich, auf Nebengleisen wird die Einfachfahrleitung in einigen Ländern wie Frankreich und den Nachfolgestaaten von Jugoslawien auch bei einer Spannung von 25 Kilovolt genutzt und auf die Beiseilaufhängung verzichtet.
Einfachfahrleitungen wurden vor allem bei Betrieb mit Rollenstromabnehmern verwendet. Ein Abgleiten des Stromabnehmers ist dabei eine gelegentlich zu beobachtende typische Erscheinung. Da der Fahrdraht für Rollen- und Stangenstromabnehmer nicht im Zick-Zack geführt werden muss, ist die Schwingneigung jedoch geringer. Heute werden Einfachfahrleitungen in Innenstädten verwendet, damit die Oberleitung optisch weniger stört. Hier ist meist ohnehin eine niedrige Fahrgeschwindigkeit gefordert.

### Kettenfahrleitung
Kettenfahrleitung (auch Kettenwerk genannt) ist die Regeloberleitungsbauform in vielen Ländern. Sie besteht aus dem Fahrdraht, dem Tragseil, Hängern, teilweise Beiseilen sowie Stromverbindern, die zur Gleislängsachse beweglich abgespannt sind. Durch die Kettenwerksbauform sind größere Feldspannweiten zwischen den Stützpunkten möglich. Der Durchhang des Fahrdrahtes kann somit reguliert werden. Der Einbau eines Beiseils (sogenanntes Y-Beiseil) bietet eine größere Elastizität der Fahrleitung, wodurch höhere Geschwindigkeiten von Elektro-Triebfahrzeugen ermöglicht werden; in vielen Ländern wird auf Beiseile verzichtet. Die maximale Länge eines nachgespannten Abschnittes beträgt in Deutschland 750 Meter je Richtung vom Festpunkt aus.

#### Fahrdraht und Tragseile

Querschnitt-Zeichnung eines Rillenfahrdrahtes

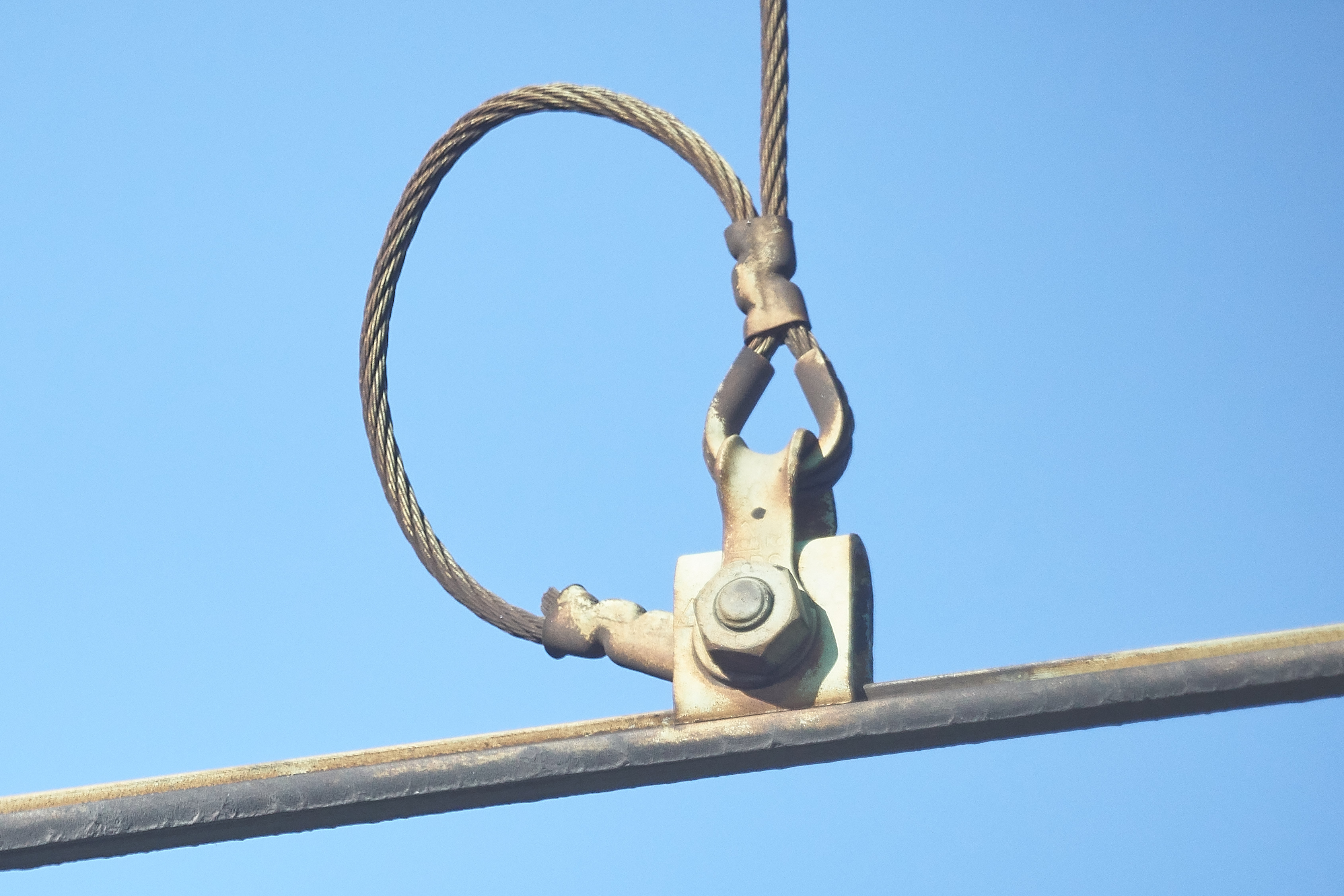
Fahrdrahtklemme an einem stromführenden Hänger

Der üblicherweise verwendete Rillenfahrdraht hat einen grundsätzlich kreisförmigen Querschnitt, aus dem in der oberen Hälfte zwei V-förmige Rillen so ausgespart sind, dass dort Halteklemmen eingreifen können. Durch diese Konstruktion wird eine Berührung der Aufhängungselemente durch die Stromabnehmer vermieden. Gängige Querschnittsflächen sind 80 oder 100 mm² (Durchmesser etwa 10 bis 12 Millimeter, etwa 0,9 Kilogramm pro Meter), auf Strecken mit höherer Geschwindigkeiten der DB AG werden Querschnitte von 120 mm² verwendet. Die geometrischen Abmessungen für verschiedene Querschnittsformen und Querschnittsflächen von 100–150 mm² sowie mechanische und elektrische Eigenschaften der Fahrdrähte sind in Deutschland in der DIN EN 50149 geregelt.
Die Hilfstragseile sind aus Bronze gefertigt. Zusammen wiegen die Seile etwa 1,4 Tonnen pro Streckenkilometer.

#### Aufhängung und Führung

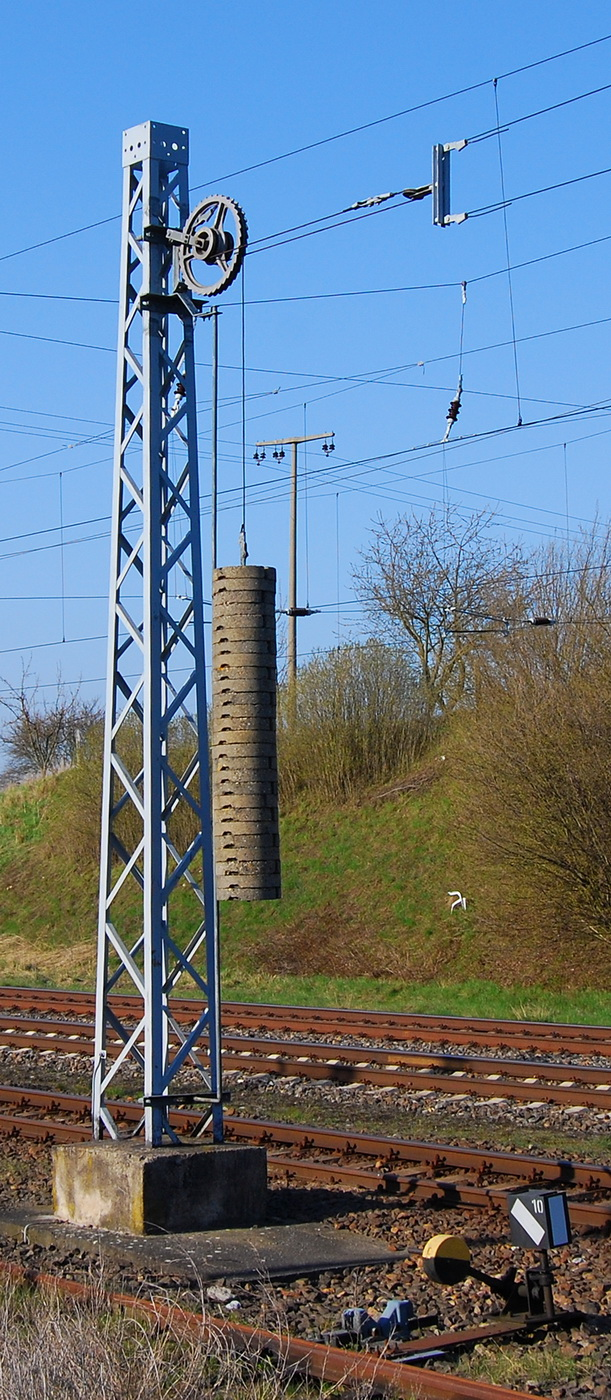
Radspannwerk DR-Bauart zur gemeinsamen Abspannung von Tragseil und Fahrdraht

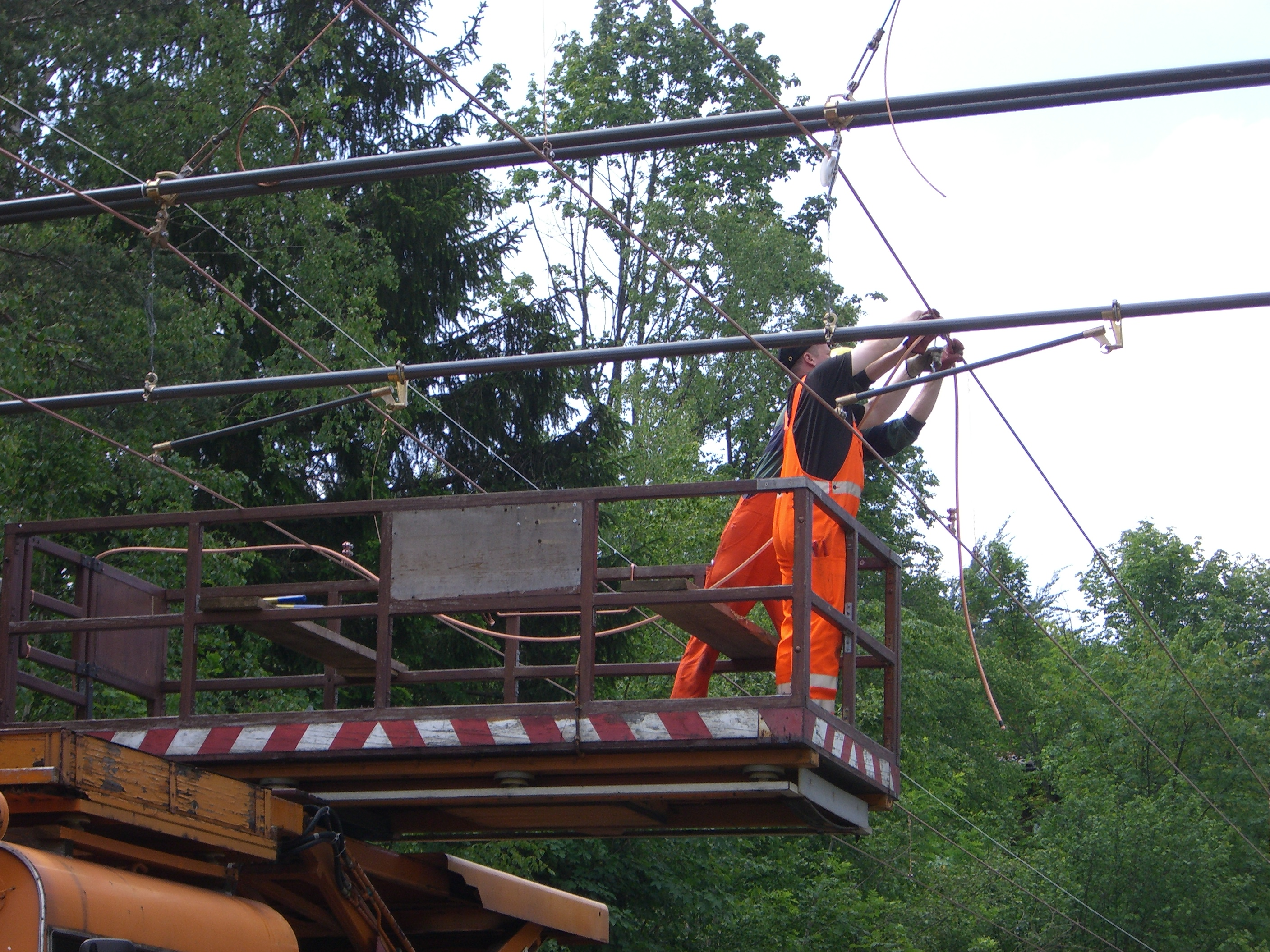
Oberleitungsmontage

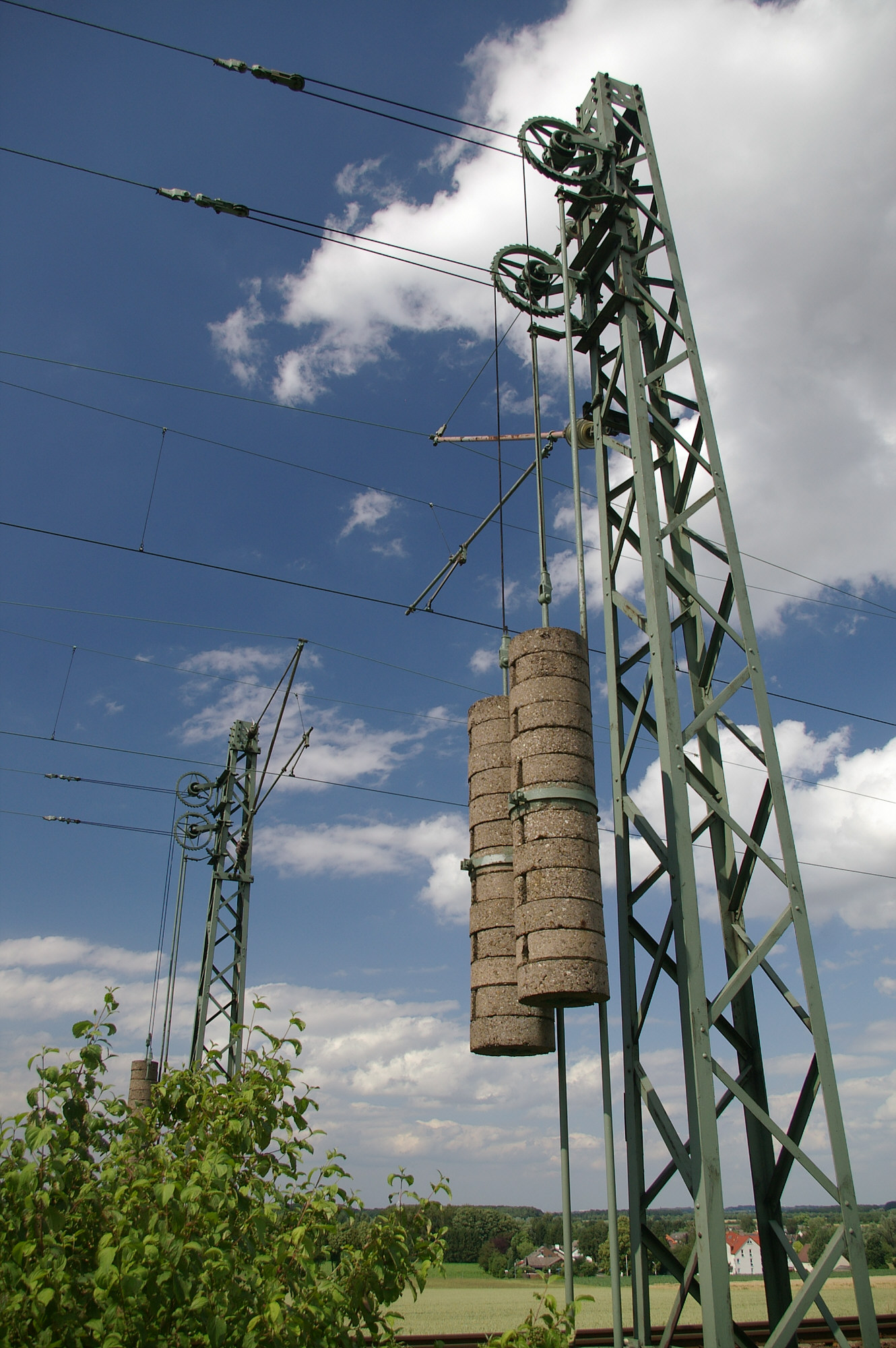
Radspannwerk DB-Bauart zur getrennten Abspannung von Tragseil und Fahrdraht

Im Regelfall werden Masten aus Schleuderbeton oder Stahlflach- bzw. -gittermasten verwendet, letztere an in Gleislängsrichtung belasteten Stützpunkten, vor allem für Nachspannungen.
Das Kettenwerk wird an den Stützpunkten im Allgemeinen von einer Auslegerkonstruktion aus mehreren Rohrstäben getragen, die etwa die Form eines „Z“ bilden. Die Seitenhalter, die den Fahrdraht seitlich führen, werden bei Fahrleitungsbauarten für geringere Geschwindigkeiten direkt am Ausleger befestigt und wechselnd auf Zug und Druck belastet, sodass der Fahrdraht in der horizontalen Ebene im Zickzack verläuft. Damit wird verhindert, dass der Fahrdraht in die Graphit-Schleifleisten der Stromabnehmer Rillen einschleift. In Deutschland und Österreich beträgt der Ausschlag 400 mm beiderseits der Mittellinie, in der Schweiz wegen des kleineren Lichtraumprofils nur 150 mm bei R-FL (über 125 km/h) und 200 mm bei N-FL (bis 125 km/h). Aufgrund dieses Profils sind auch die Schleifleisten der Stromabnehmer in der Schweiz mit 1450 mm schmaler als in Deutschland und Österreich (1950 mm). Auf Hochgeschwindigkeitsstrecken der DB (Bauart Re 250, Re 330 und SICAT H 1.0) beträgt die sogenannte Fahrdrahtseitenlage über Gleismitte ± 300 mm.
Bei Fahrleitungen für höhere Geschwindigkeiten wird an jedem Stützpunkt ein zusätzliches Stützrohr eingebaut. Damit werden die Seitenhalter einheitlich auf Zug belastet, zusätzlich können sie kleiner und leichter ausfallen.
Ein Tragseil trägt den eigentlichen Fahrdraht und hält ihn einigermaßen waagerecht über dem Gleis. Dabei hängt das Tragseil in einer Kettenlinie durch (deshalb die Bezeichnung Kettenfahrleitung). Die Hänger, an denen der Fahrdraht am Tragseil aufgehängt ist, sind unterschiedlich lang, so dass der Fahrdraht annähernd horizontal verläuft. Um die beim schnellen Durchgang von Stromabnehmern entstehende Fahrdrahthebung zu dämpfen, ist die Aufhängung des Tragseils bei Fahrleitungsbauarten für höhere Geschwindigkeiten ebenfalls flexibel ausgeführt. An den Stützpunkten werden dafür Y-Beiseile eingebaut, die ihrerseits über einen bis vier Hänger den Fahrdraht im Stützpunktbereich tragen und Masseanhäufungen vermeiden, die sonst an den Stützpunkten auftreten und zum Springen der Stromabnehmerpaletten beim Durchgang führen.
Insbesondere in Frankreich wird auch auf Hochgeschwindigkeitsstrecken auf den erhöhten konstruktiven Aufwand verzichtet. Zum Ausgleich sind die Paletten der Stromabnehmer gegenüber dem Gestell nochmals abgefedert. Die geringere Masse der Palette kann Höhenänderungen des Fahrdrahtes so besser folgen.
Die Tragseilaufhängung reicht allein nicht aus, um den Fahrdraht vor allem auch bei Stromabnehmerberührung und Wärmedehnung in seiner Soll-Lage zu halten. Daher wird der Fahrdraht zusätzlich straff gespannt. Dies geschieht für die maximal 1,5 Kilometer langen Abspannabschnitte des Fahrdrahts durch Spannwerke an den Masten, die Tragseil und Fahrdraht gemeinsam (über einen Doppeltraghebel) oder getrennt spannen. Bei Strecken niedriger Geschwindigkeit gibt es teilweise noch halbnachgespannte Fahrleitungen, bei denen nur der Fahrdraht, nicht aber das Tragseil gespannt wird. Der Fahrdraht wird mit Zuggewichten gespannt, die aus an senkrechten Stangen aufeinandergestapelten Beton- oder Stahlringen (im Bahnjargon Kekse) bestehen. Zur Vergrößerung der Gewichtskraft dient bei Radspannwerken eine große Rolle, auf die das Stahlseil gewickelt wird, an dem das Gewicht hängt; auf der gleichen Achse befinden sich Rollen geringeren Durchmessers, auf die ein Seil gewickelt wird, das die Verlängerung des Fahrdrahts bildet. Die Zähnung der Rolle dient dazu, das Gewicht aufzufangen, wenn der Fahrdraht reißt. In einigen Ländern, etwa in der Schweiz, dient ein Flaschenzug dem gleichen Zweck.

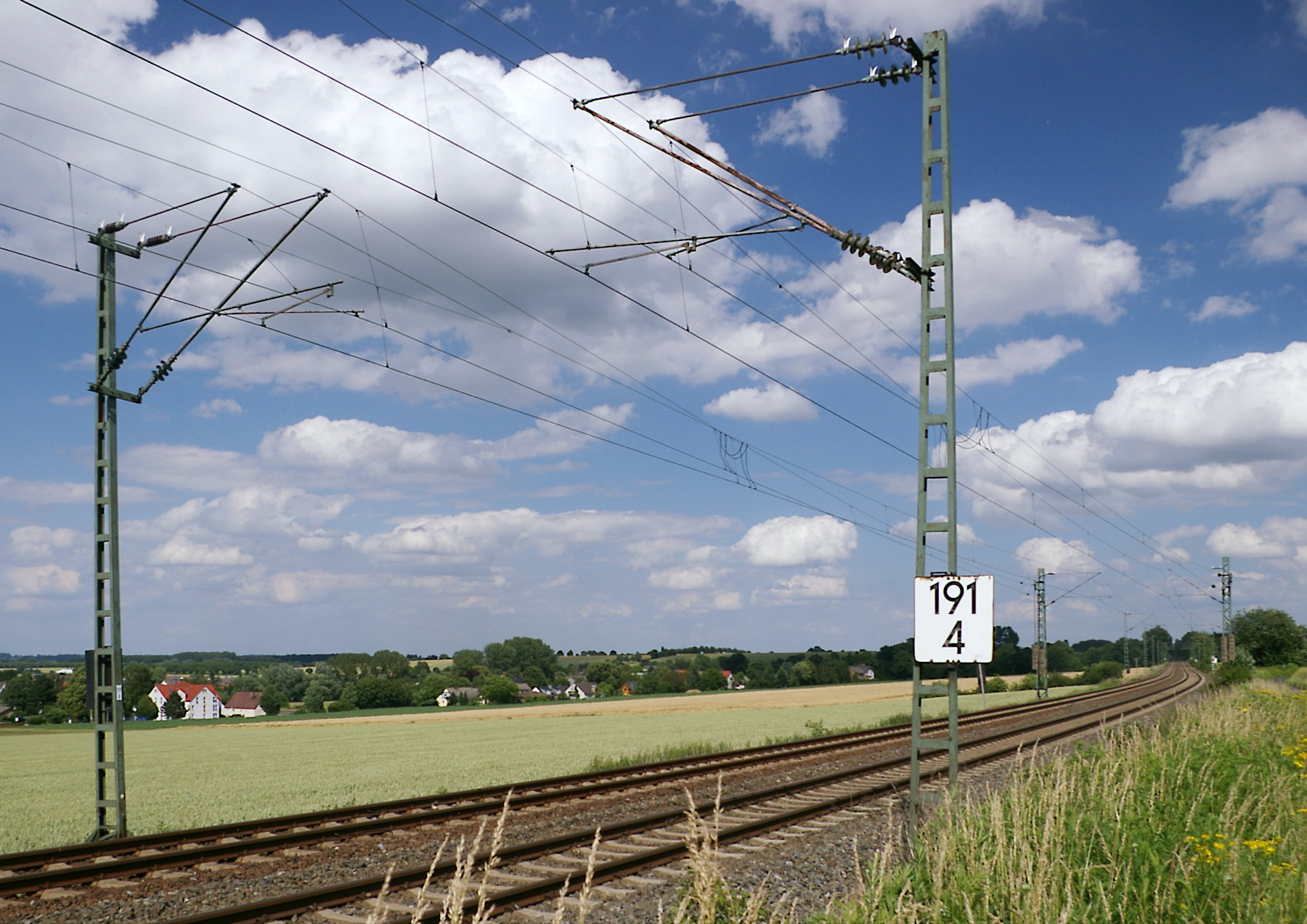
Überlappende Fahrdrahtführung (dreifeldrige Nachspannung)

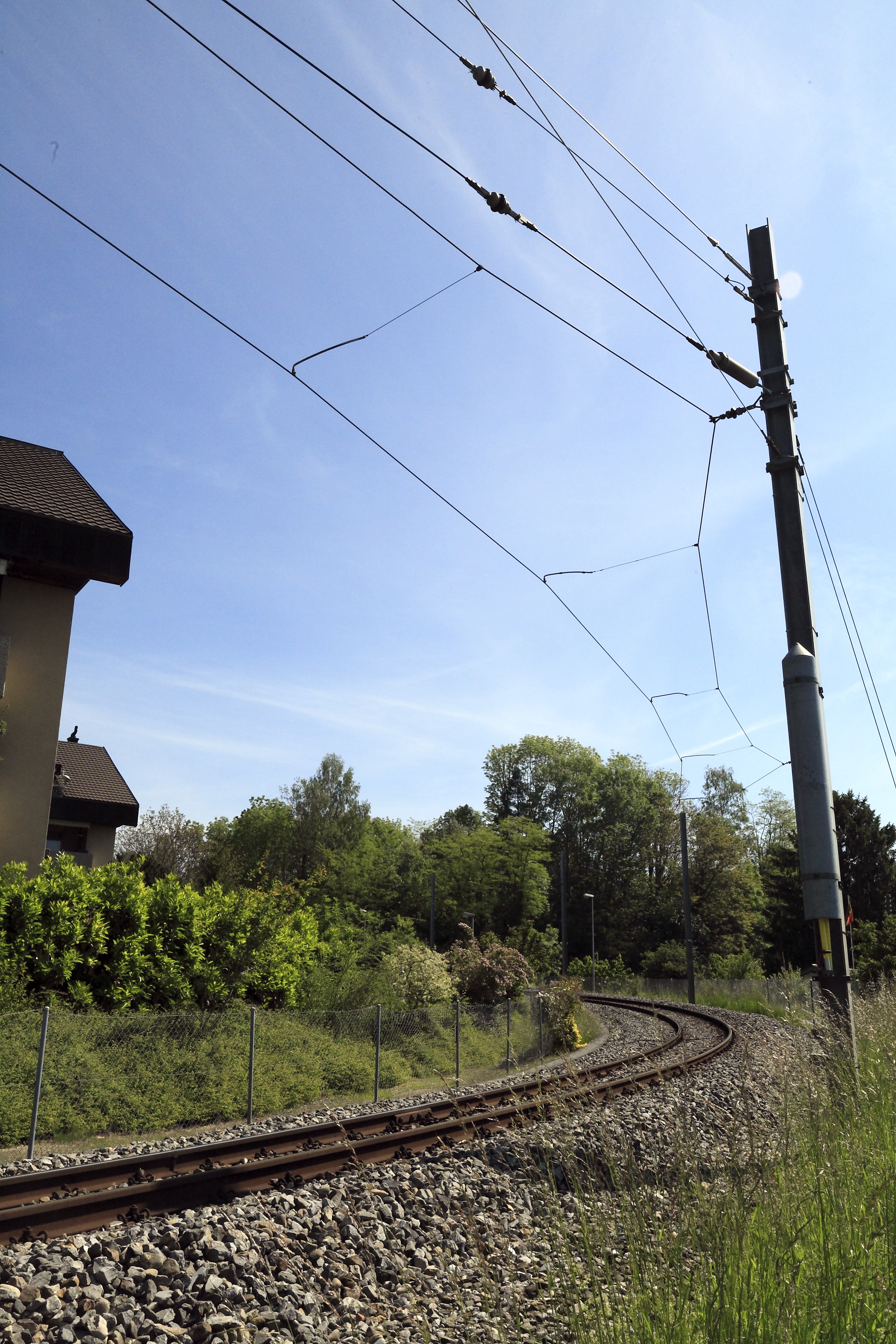
Windschief abgespannte Fahrleitung (zwischen Ins und Ins Dorf, Aare Seeland mobil)

Die jeweils nicht fortlaufend verbundenen Fahrdrahtabschnitte werden von oder zu den Befestigungspunkten am Mast bzw. den Spanngewichten seitlich so heraus- oder in den nächsten Streckenabschnitt hineingeführt, dass an den Übergangsstellen eine Längsüberlappung (sogenannte Streckentrennung bzw. Nachspannung) mit dem Fahrdraht des nächsten bzw. voraufgehenden Abschnitts besteht. Die Schleifleisten des Stromabnehmers berühren hierbei jeweils mindestens einen der mit einem kurzen Litzenstück elektrisch miteinander verbundenen Fahrdrähte. So wird entlang der Kette der separaten Fahrdrahtabschnitte eine ununterbrochene elektrische Versorgung gewährleistet. Bei einer Streckentrennung ist der Abstand der spannungsführenden Teile gegenüber einer Nachspannung vergrößert. Damit werden Überschläge zwischen beiden Teilen auch dann sicher vermieden, wenn eines abgeschaltet und geerdet ist. Ein weiterer Vorteil ist, dass bei Oberleitungsstörungen der betreffende Abschnitt relativ schnell instand gesetzt werden kann. In Österreich werden einfache Streckentrenner zum Trennen eingesetzt. 
In der Regel verläuft der Fahrdraht zwischen den Auslegern in annähernd gerader Linie, bildet im Gleisbogen also ein Polygon. Damit die zulässige Seitenabweichung nicht überschritten wird, ist es in engen Bögen nötig, den Mastabstand zu verringern bzw. in der Mitte eines Fahrdrahtfeldes einen Bogenabzug anzubringen, bei dem anstelle des Auslegers zwei Seile das Tragseil und den Fahrdraht nach bogenaußen ziehen. Bei halbnachgespannten Fahrleitungen an bogenreichen Strecken werden manchmal auch windschiefe Fahrleitungen eingesetzt, bei denen die Hänger im Bogen nicht vertikal, sondern schräg liegen, so dass das Tragseil den Fahrdraht an jedem Hänger ein Stück nach außen zieht; auf diese Weise können auch sehr enge Bögen überspannt werden, ohne dass die Masten zu eng stehen müssen. Die Ausleger können an Bogenstützpunkten auch einfacher ausgeführt werden, wenn nur das Tragseil am Mast befestigt wird.
In einigen Ländern, beispielsweise in Frankreich und Spanien, gibt es noch Strecken mit fest abgespanntem Kettenwerk. Beispiele dafür sind die Strecke Bordeaux–Irún mit den noch immer vorhandenen, bogenförmigen Portalmasten der alten Chemins de fer du Midi und Barcelona–Cerbère, letztere insbesondere zwischen Gerona und Cerbère. Die bei höheren Temperaturen stärker durchhängende Fahrleitung war der Grund, die Weltrekordfahrten der SNCF am 28./29. März 1955 in das in der Regel kühle Frühjahr zu verlegen, wo mit einer stabileren Fahrdrahtlage gerechnet werden konnte.

### Technische Daten zu den Kettenwerksoberleitungen bei der Deutschen Bahn
| Bezeichnung | zul. Geschwindigkeit | Tragseilquerschnitt | Tragseilmaterial | Zugkraft Tragseil | Fahrdrahtquerschnitt | Fahrdrahtmaterial | Zugkraft Fahrdraht | Systemhöhe | max. Nachspannlänge | max. Längsspannweite |
| ----------- | -------------------- | ------------------- | ---------------- | ----------------- | -------------------- | ----------------- | ------------------ | ---------- | ------------------- | -------------------- |
| Re100       | 100 km/h             | 50 mm²              | BzII             | 10 kN             | 100 mm²              | CuAg              | 10 kN              | 1,4 m      |                     | 80 m                 |
| SICAT S1.0  | 200 km/h             | 50 mm²              | BzII             | 10 kN             | 100 mm²              | CuAg              | 12 kN              | 1,6 m      | 880 m               | 80 m                 |
| Re200       | 200 km/h             | 50 mm²              | BzII             | 10 kN             | 100 mm²              | CuAg              | 10 kN              | 1,8 m      |                     | 80 m                 |
| Re250       | 280 km/h             | 70 mm²              | BzII             | 15 kN             | 120 mm²              | CuAg              | 15 kN              | 1,8 m      |                     | 65 m                 |
| Re330       | 330 km/h             | 120 mm²             | BzII             | 21 kN             | 120 mm²              | CuMg              | 27 kN              | 1,8 m      |                     | 65 m                 |
| SICAT H1.0  | 400 km/h             | 120 mm²             | BzII             | 21 kN             | 120 mm²              | CuMg              | 27 kN              | 1,6 m      | 700 m               | 70 m                 |

Quelle:

### Mehrpolige Fahrleitungen

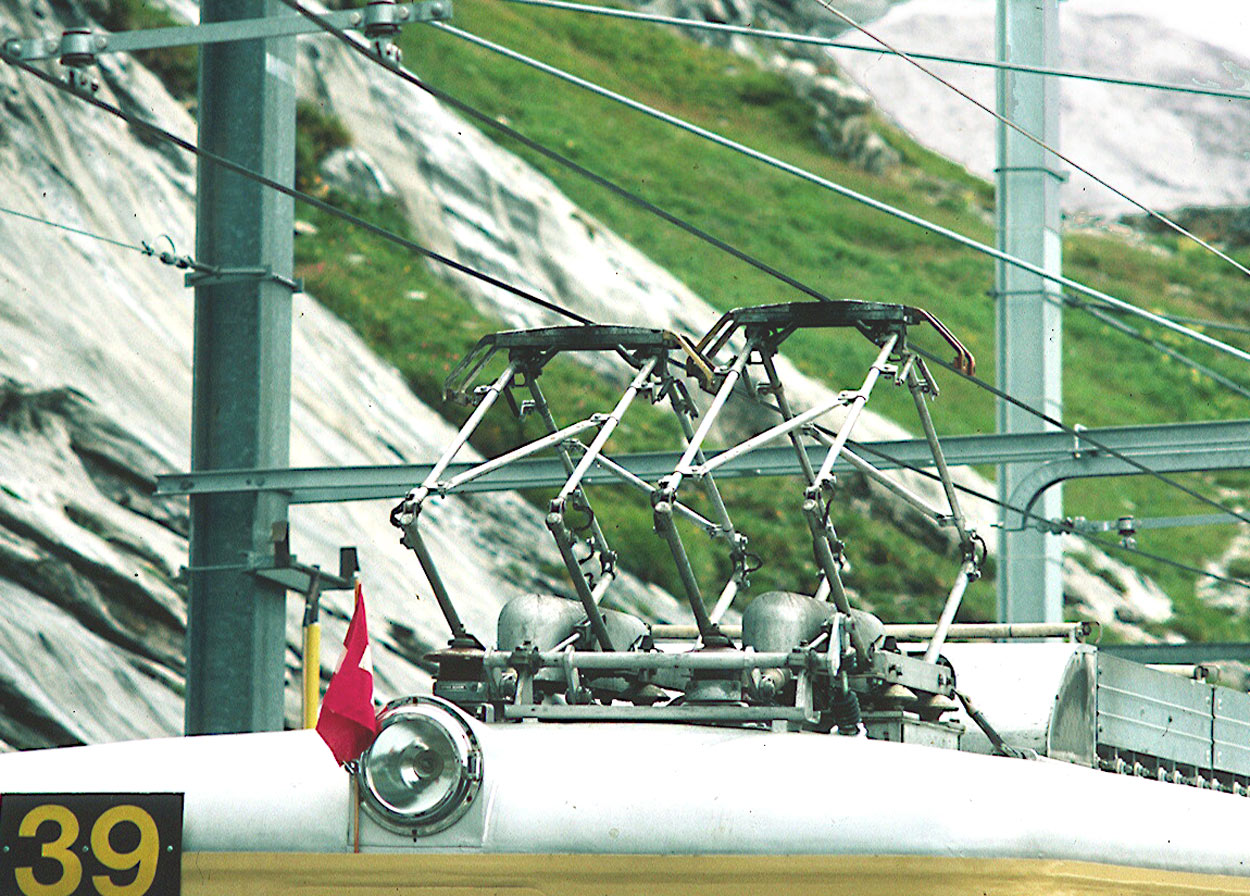
Doppelte Stromabnehmer der Jungfraubahn

Die Oberleitung von Bahnen ist meist einpolig ausgeführt, die Rückleitung des Stromes erfolgt dann über die Radsätze und die Schienen. Beim Oberleitungsbus muss wegen fehlender Rückleitung durch den Fahrweg eine zweipolige Fahrleitung verwendet werden. Ebenso wurde in der Anfangszeit bei Straßenbahnen eine zweipolige Oberleitung verwendet, da die Rückleitung über die Schienen erst später eingeführt wurde. Die erste Straßenbahn von Siemens in Berlin verwendete jedoch beide Fahrschienen als getrennte Zuleitung zum Fahrmotor, wobei Kriechströme durch die Holzschwellen und durch das Erdreich in Kauf genommen wurden.
Es gab auch Bahnen mit zweipoliger Gleichstromoberleitung und einem neutralen Mittelleiter über die Fahrschiene, wie die Chemin de fer de La Mure.

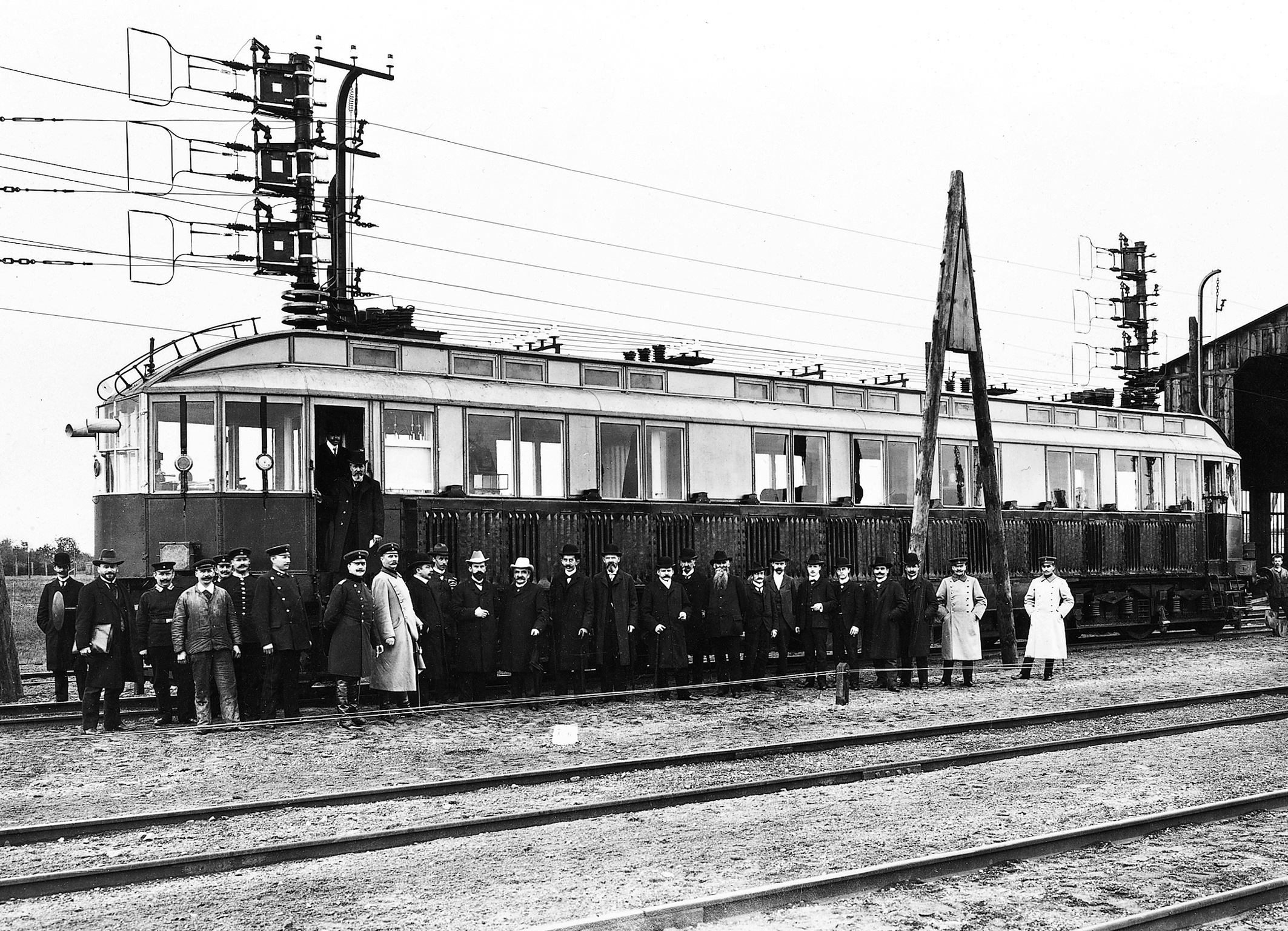
Dreipolige Fahrleitung seitlich neben dem Gleis der Schnellfahr-Versuchsstrecke Marienfelde–Zossen 1903

Bei wenigen früheren Versuchsfahrten mit Drehstrom-Fahrzeugen wurden dreipolige Fahrleitungen neben dem Gleis übereinanderliegend angeordnet und dazu seitlich in drei Ebenen angebrachte Schleifbügel an den Triebfahrzeugen verwendet. Diese an sich sehr günstige Antriebsart mit einfachen Drehstrommotoren – Drehstrom hat den Vorteil, ein sogenanntes Drehfeld mit kontinuierlichem Moment zu bilden – konnte nicht weiter ausgebaut werden, weil diese Anordnung keine ununterbrochene Speisung auch über Weichen und Kreuzungen zulässt. Auf einem seitlich abstehenden Ausleger sind auf einer Plattform nebeneinander drei nach oben weisende Scherenstromabnehmer montiert.

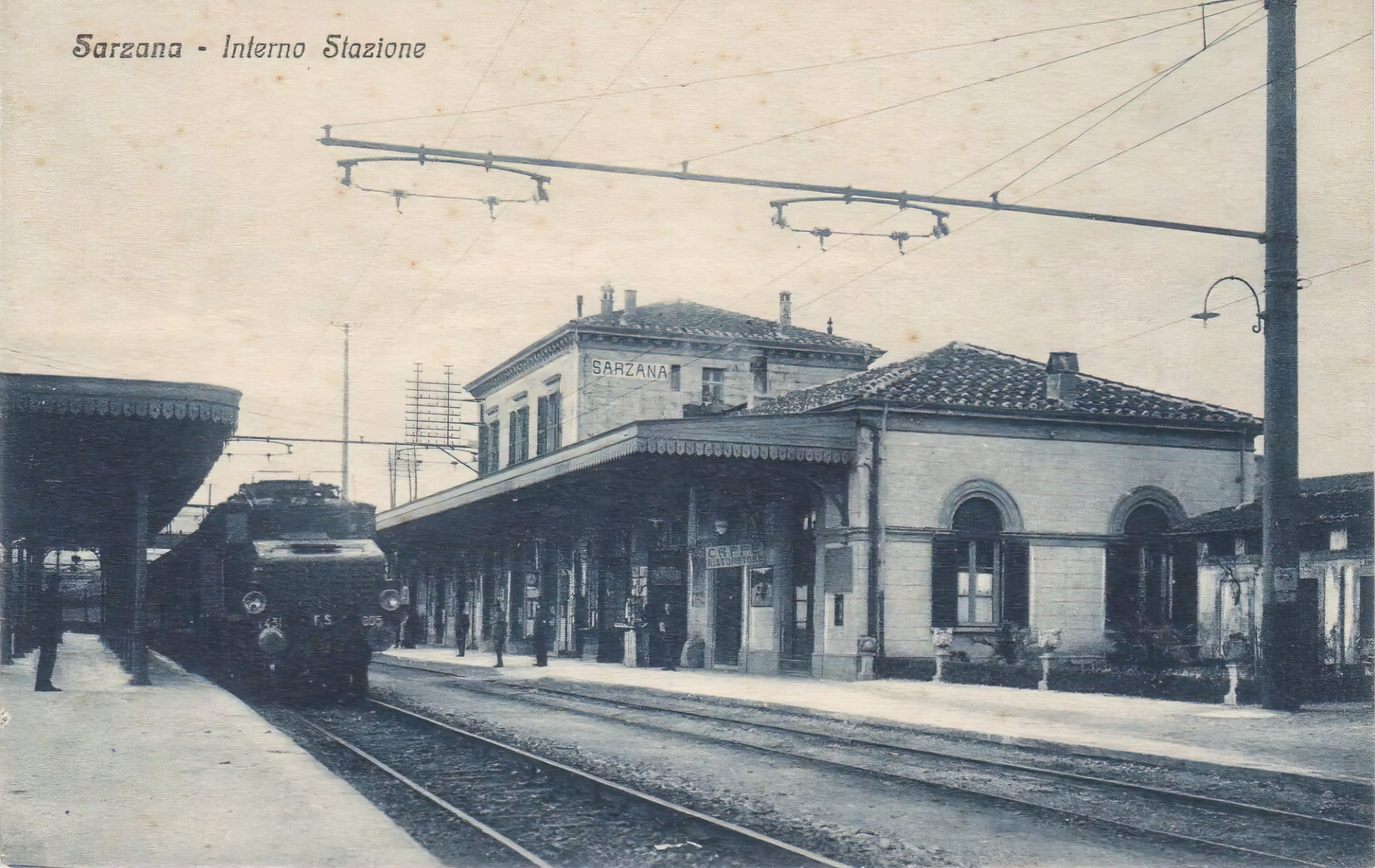
Der Bahnhof Sarzana während des Drehstrombetriebes in Italien

Die italienische Staatsbahn Ferrovie dello Stato (FS) hatte von 1905 bis 1976 in Norditalien ein Drehstromfahrleitungsnetz mit einer Spannung von 3,6 Kilovolt und einer Frequenz von 16,67 Hertz. Die Oberleitung bestand hier aus zwei horizontal nebeneinander angeordneten Fahrdrähten, für die auf den Lokomotiven jeweils auch je zwei nebeneinander angeordnete Stromabnehmerbügel vorhanden waren. Die Fahrschiene bildete dabei den dritten elektrischen Pol des Dreiphasensystems. Weltweit fahren noch vier Zahnradbahnen mit Drehstrom: die Jungfraubahn und Gornergrat-Bahn in der Schweiz, die Chemin de Fer de la Rhune in den französischen Pyrenäen sowie die Corcovado-Bergbahn in Brasilien. Sie benutzen bis heute Systeme mit gleicher Fahrdrahtanordnung. Um eine ununterbrochene Stromzuführung aller Phasen im Weichenbereich zu gewährleisten, verkehren die Triebfahrzeuge auf derartigen Strecken mit gehobenen Stromabnehmern an beiden Fahrzeugenden. Im Bereich der Kreuzung der beiden Phasen werden die Stromabnehmer von einem elektrisch neutralen Fahrdrahtabschnitt geführt.
Heute übliche Lokomotiven erzeugen den mehrphasigen Drehstrom für die als Drehstrommotor ausgeführten Antriebsmotoren mit bordeigenen Frequenzumrichtern aus der einpoligen Fahrleitung, die mit Gleich- oder Einphasenwechselstrom gespeist wird.

### Varianten und verwandte Systeme

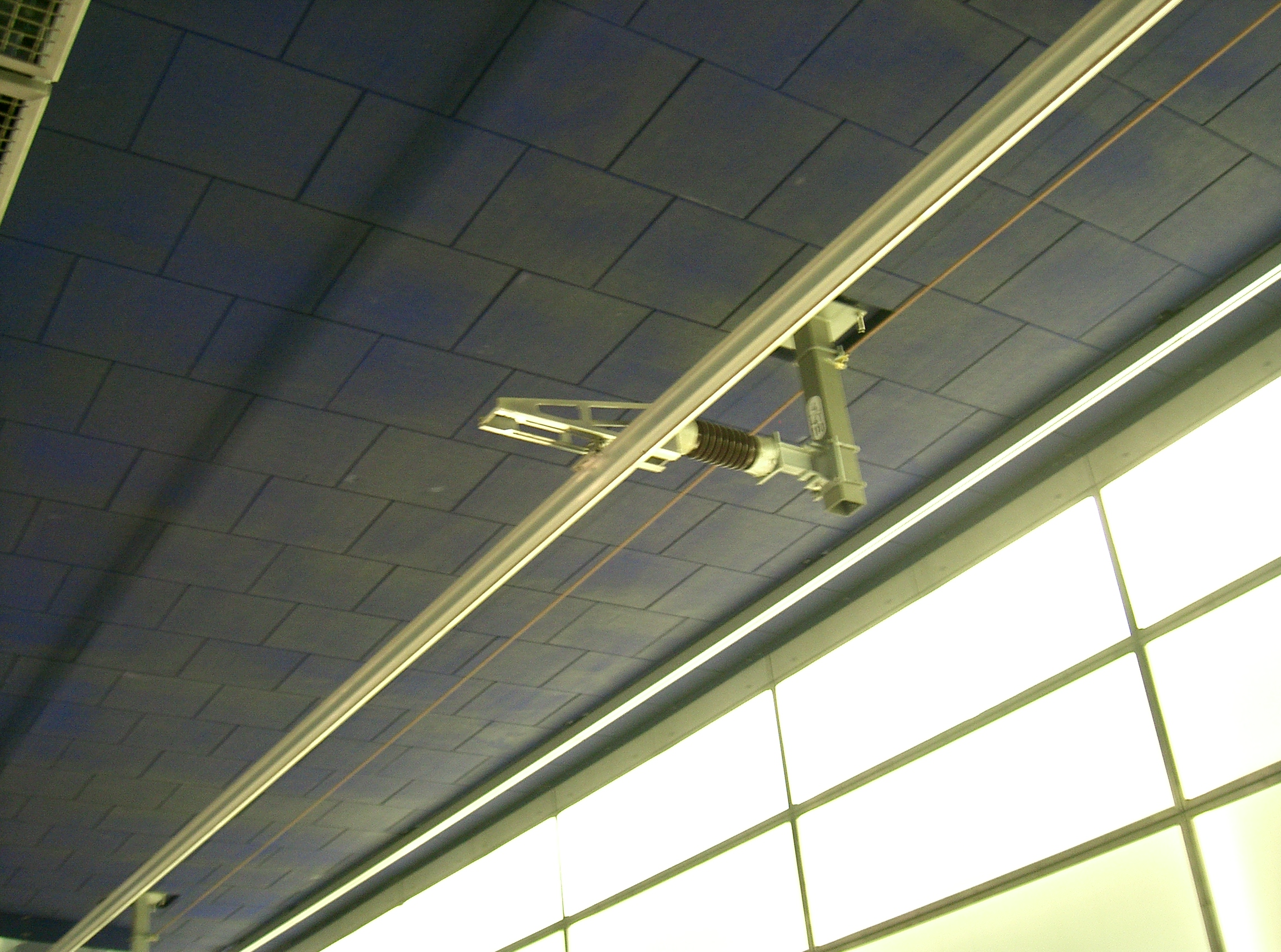
Deckenstromschiene im Berliner Nord-Süd-Fernbahntunnel

Stromschienen haben den gleichen Zweck wie Oberleitungen, werden jedoch meist neben dem Gleis montiert. Sie werden bei S- und U-Bahnen eingesetzt, um das Lichtraumprofil auf Strecken mit vielen Tunneln oder vielen Brücken über der Strecke klein zu halten, oder bei Strecken, auf denen wegen Lawinengefahr die Aufstellung von Fahrleitungsmasten ungünstig erscheint. Wegen des erheblich größeren Querschnitts ermöglichen sie außerdem eine größere Stromstärke.
Für Tunnelabschnitte zeichnet sich als Alternative zum Fahrdraht mehr und mehr die Deckenstromschiene ab. Brandversuche zeigen die wesentlich bessere Widerstandsfähigkeit gegen Feuer, was für die Evakuierung von Zügen im Brandfall von besonderer Bedeutung ist.

## Kreuzungen

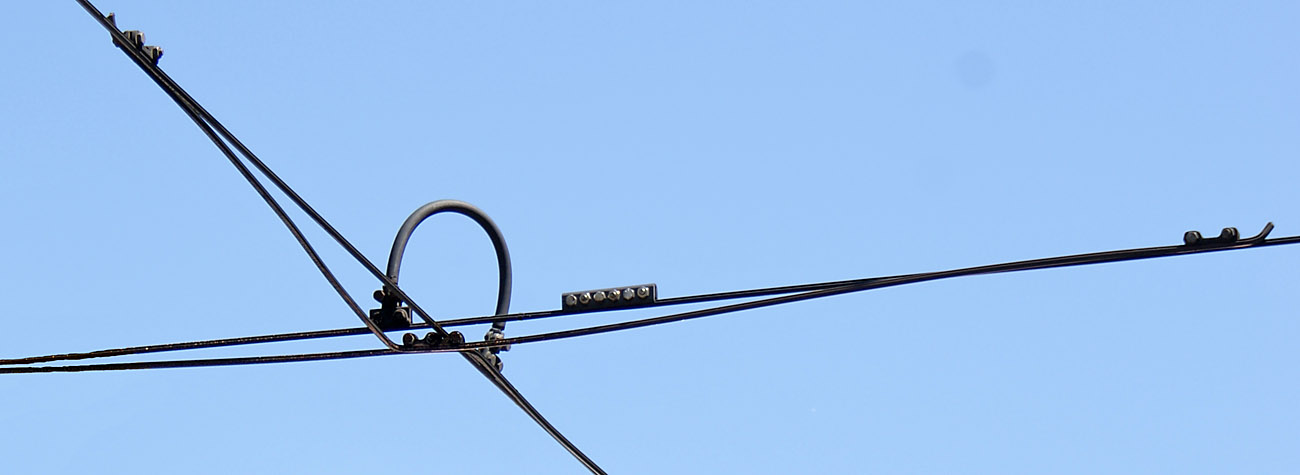
Kreuzung (Abstandshalter)

Kreuzungen sind bei Fernbahnstrecken meist sehr spitzwinklig, so dass der sich im Laufe einer Durchfahrt von außen nähernde Kreuzungsfahrdraht von der Schleifleiste des Stromabnehmers kontinuierlich unterfahren werden kann; die außen nach unten gebogenen Auflauf- oder Endhörner der Paletten ermöglichen das sichere Unterfahren von tieferliegenden Fahrdrähten, die sich seitlich dem Hauptfahrdraht nähern. Die Anordnung entspricht mit Kreuzhängern, die die beiden Tragseile jeweils mit dem anderen Fahrdraht verbinden und ein einseitige Anheben des oberen Fahrdrahtes verhindern, im Wesentlichen der Überspannung von Weichen.
Bei einfachen und doppelten Kreuzungsweichen mit innenliegenden Zungen reicht üblicherweise die gewöhnliche Überspannung einer Kreuzung. Über Kreuzungsweichen mit außenliegenden Zungen werden pro geradem Strang je zwei mit Abstandshaltern versehene Fahrdrähte nebeneinander verlegt.
Die vor allem bei Straßenbahnen häufigen rechtwinkligen Kreuzungen müssen aber in besonderer Weise ausgeführt werden, da sich die Schleifleisten bei einfachen Drahtkreuzungen mit dem querenden Fahrdraht verhaken kann. Üblicherweise wird dazu das Fahrdrahtniveau am Kreuzungspunkt abgesenkt, so dass der querende Fahrdraht von der Schleifleiste nach oben abgesetzt wird. Dazu werden nach unten gewölbte Kreuzungsbleche, ‑scheiben, Drahtabstandshalter oder Kreuzklemmen verwendet.
Es gibt auch Kreuzungen von Oberleitungen mit verschiedenen Bahnstromsystemen. Hier muss unter Umständen vor Durchfahrt eines Zuges auf das jeweilige System umgeschaltet werden. Ist es fahrdynamisch vertretbar, kann auf das Umschalten verzichtet und die Kreuzungsstelle stromlos mit Schwung befahren werden.

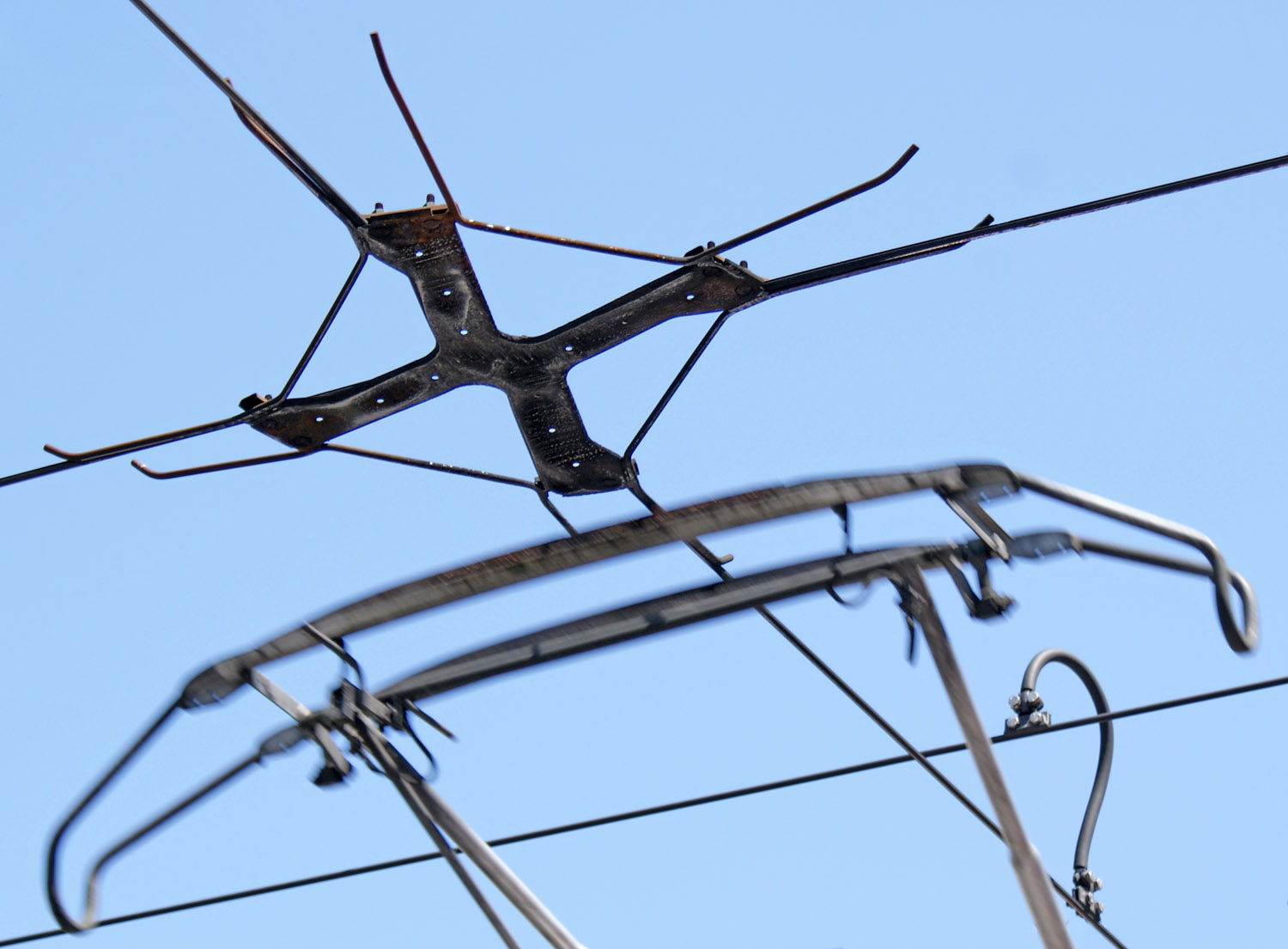
Kreuzung (Kreuzblech)
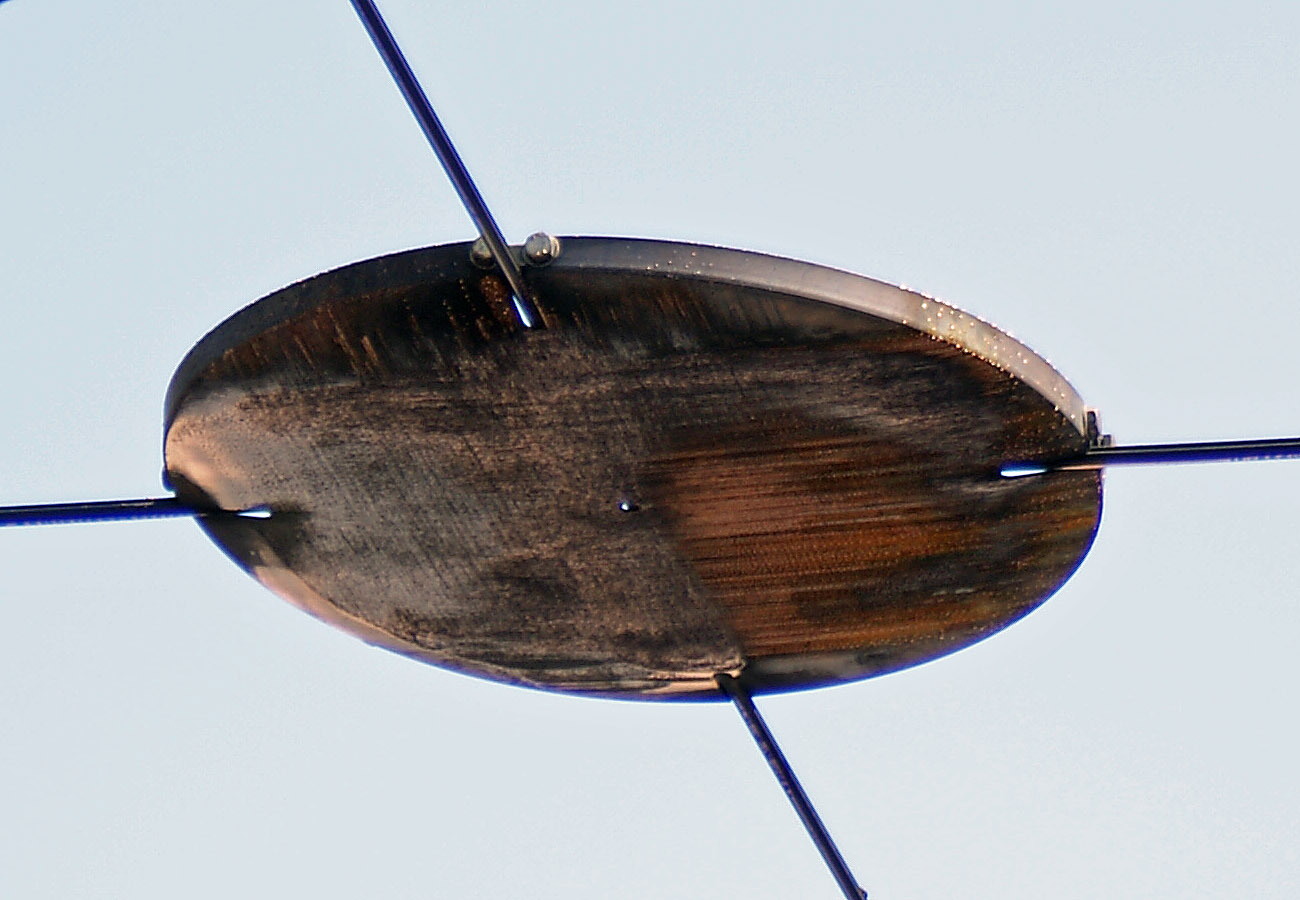
Kreuzung (Rundblech)
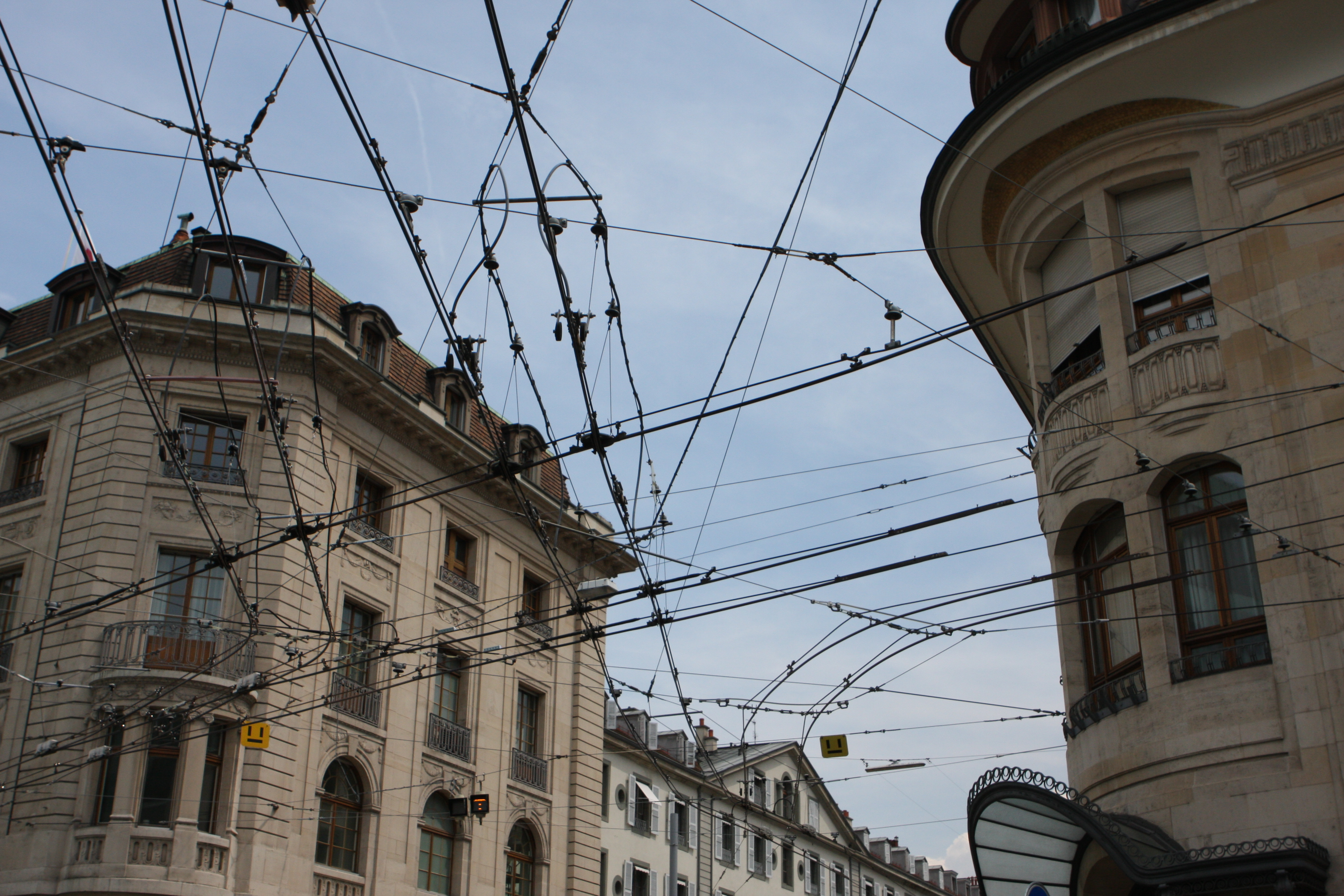
Kreuzung von Oberleitungsbus- und Straßenbahnfahrleitungen in Genf
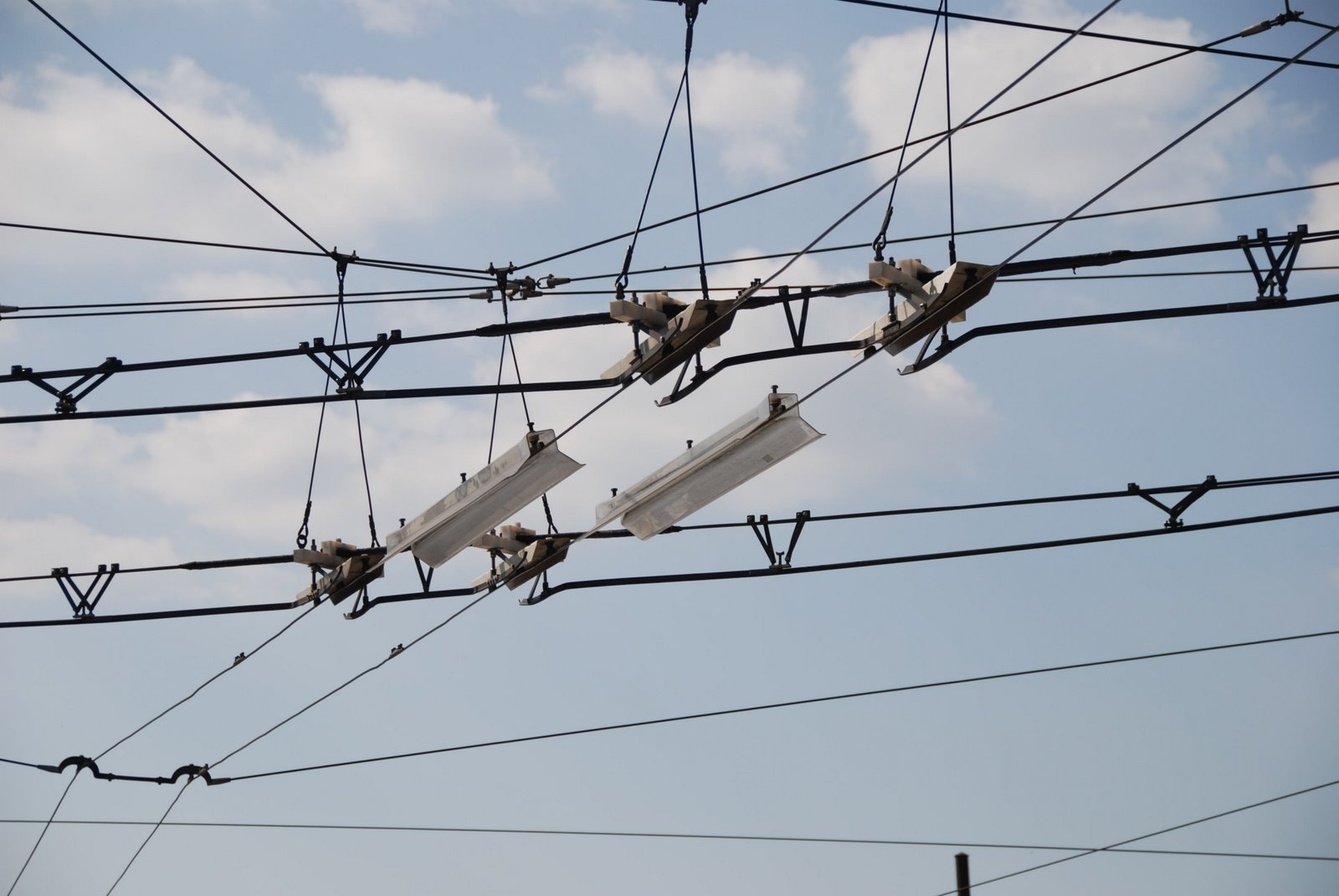
Fahrleitungskreuzung zwischen Straßenbahn und Oberleitungsbus in Athen
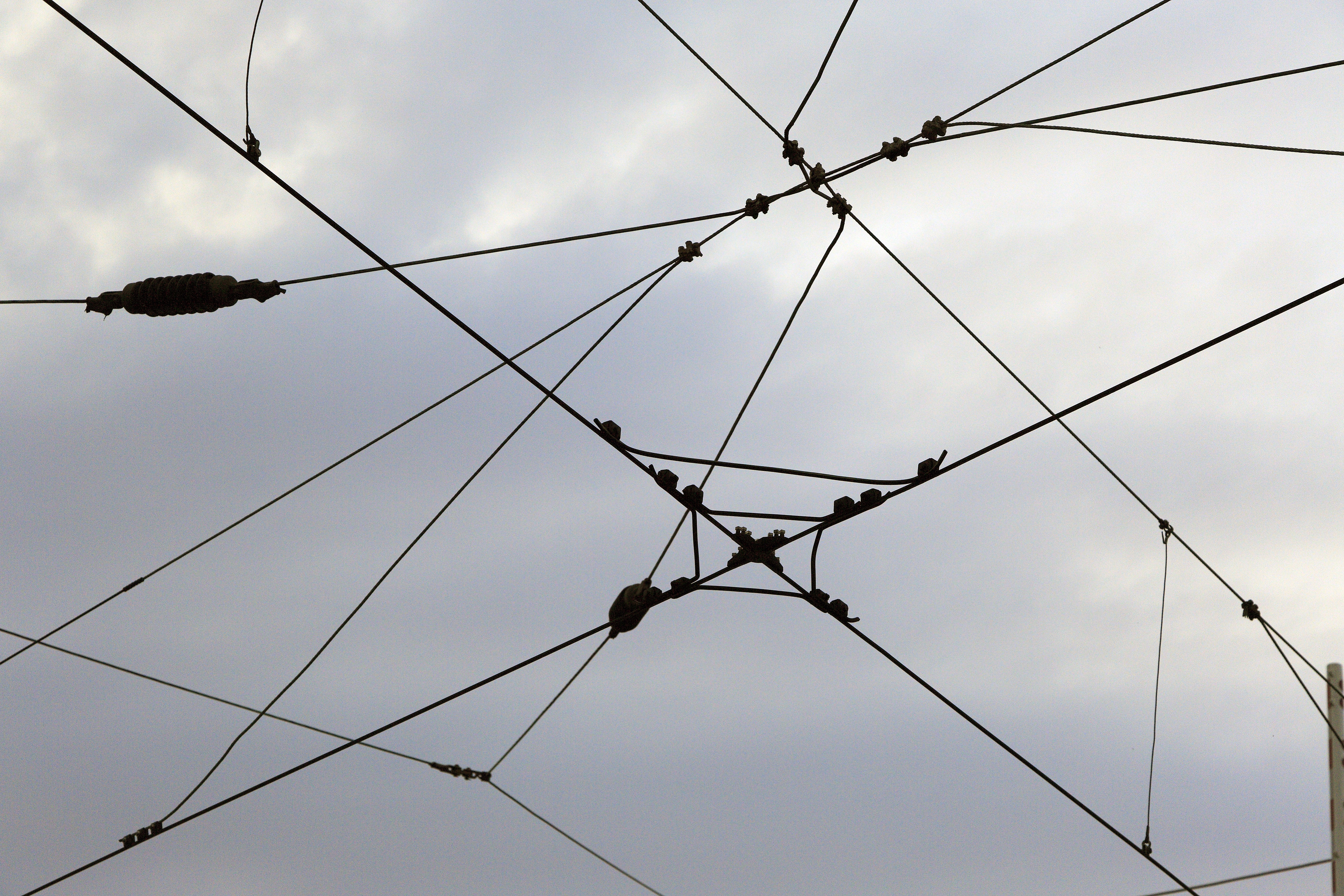
Fahrleitungskreuzung zwischen Straßenbahn und Eisenbahn mit Kreuzklemme in Markkleeberg

## Sicherheit

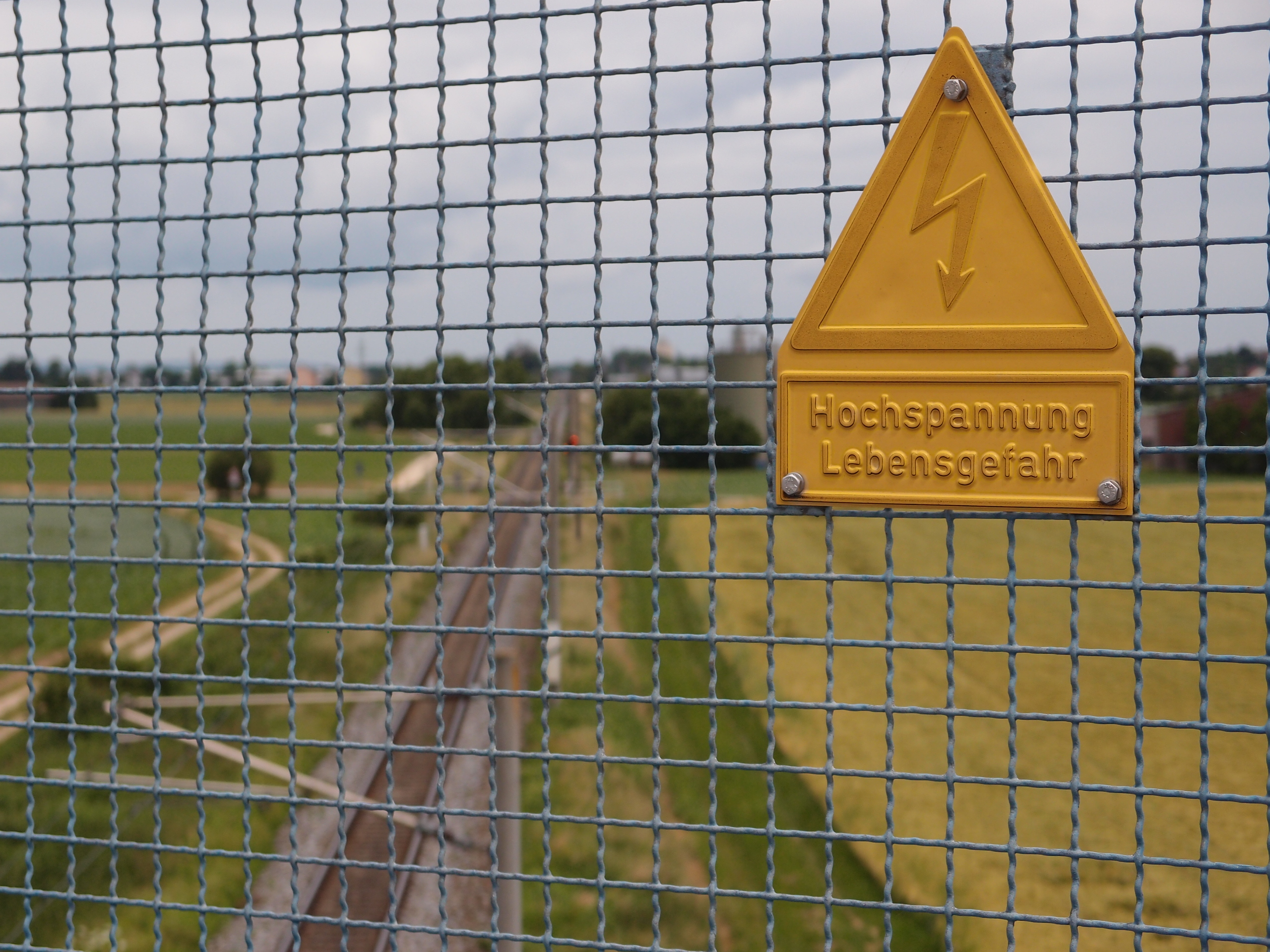
Schutzgitter an einem Brückengeländer über einer elektrifizierten Strecke mit Warnschild

Eine installierte Fahrleitung steht im Regelfall zu jeder Zeit unter voller Spannung, um die Betriebsfähigkeit sicherzustellen und die Isolation überwachen zu können. Das ist auch dann der Fall, wenn das betreffende Gleis selten befahren wird, ungenutzt scheint oder dort Fahrzeuge abgestellt sind.
Wie bei allen blanken spannungsführenden elektrischen Leitungen besteht auch bei Oberleitungen die Gefahr eines Stromschlags. Bei Bahnanlagen, die mit Hochspannung betrieben werden, ist dafür keine unmittelbare Berührung spannungsführender Teile erforderlich. Schon bei zu dichter Annäherung an die Oberleitung können Spannungsüberschläge durch die Luft erfolgen und lebensgefährliche Störlichtbögen entstehen.
Daher sind Fahrleitungsanlagen so aufgebaut, dass gefährliche Annäherungen an spannungsführende Teile bei üblicher Benutzung der Bahnanlagen durch Reisende und sonstige Personen ausgeschlossen sind. Auf freier Strecke wird das Risiko einer gefährlichen Annäherung nach Möglichkeit baulich minimiert, beispielsweise durch Kletterschutzeinrichtungen an Masten und durch Hindernisse an Brücken, unter denen Oberleitungen verlaufen.

### Sicherheitsabstand
Der festgelegte Sicherheitsabstand bei nichtelektrotechnischen Arbeiten in der Nähe von spannungsführenden Teilen, die mit 15 kV bzw. 25 kV betrieben werden, liegt wie bei allen Freileitungen im Mittelspannungsnetz bis 30 kV bei 3 m, dieser darf von elektrotechnisch unterwiesenen Personen bis auf 1,5 Meter reduziert werden.
Der Mindestabstand darf erst unterschritten werden, wenn die Spannung abgeschaltet ist und danach zusätzlich alle beteiligten Leitungen (mit einer Erdungsstange, die zuvor mit einer Klemme mit der Schiene verbunden wurde) geerdet bzw. kurzgeschlossen sind.
Dabei ist in der Reihenfolge der Fünf Sicherheitsregeln vorzugehen.

### Unfälle
Trotz aller Schutzmaßnahmen kommt es immer wieder durch Fahrlässigkeit oder Vorsatz zu lebensgefährlichen oder tödlichen Unfällen – beispielsweise beim Klettern auf Wagen oder Oberleitungsmasten oder beim S-Bahn-Surfen. Darüber hinaus kam es vereinzelt zu tödlichen Unfällen durch herabhängende Oberleitungen nach Schäden durch Sturm oder durch unsachgemäße Vegetationsarbeiten am Streckenrand.
Im Rahmen planmäßiger Arbeiten in der Nähe von Oberleitungen gab es zwischen 2008 und 2012 in Deutschland fünf Tote und acht Schwerverletzte, darunter:
- 3. November 2010, Triberg im Schwarzwald: Ein Arbeiter geriet beim Mähen eines Steilhangs an die Oberleitung und wurde schwer verletzt[29]
- 10. Oktober 2011, Bahnhof Baunatal-Guntershausen: Ein Toter[29]
- 24. November 2011, S-Bahnhof München-Westkreuz (Aubing): Ein Toter[29]
- 16. Juli 2012, Bahnhof Hannover-Nordstadt: Zwei Handwerker starben bei Reinigungsarbeiten am Gleis, nachdem ihre Leiter in die Oberleitung geweht worden war.[29] Wenige Tage danach wurde bei der Bahn AG eine seit April 2012 fertiggestellte Arbeitsanweisung mit dem Titel Arbeiten in der Nähe von elektrischen Anlagen an Fremdfirmen beauftragen – sie war von einem ranghohen Bahn-Manager zunächst gestoppt worden[29] – zum 1. August 2012 in Kraft gesetzt.[29]
- 31. Juli 2019, Dortmund Hauptbahnhof: Ein Arbeiter geriet mit seiner Hebebühne zu nah an die Oberleitung und wurde durch einen Stromüberschlag getötet. Die Oberleitung sollte planmäßig eigentlich stromlos sein. Die Arbeiten ruhten danach über mehrere Wochen.[30][31]
- Am 22. Juni 2020 wurde auf der Bahnstrecke Göttingen–Bebra ein Lokführer der cantus Bahngesellschaft durch eine herabhängende Oberleitung schwer verletzt. Der Zug kollidierte mit einem herabhängenden Teil der Oberleitung, nachdem ein Vogel einen Kurzschluss verursacht hatte und dadurch eine Halterung beschädigt worden war. Als Folge dessen brach ein Brand im Führerstand aus.[32]

### Freihaltung von Bewuchs
Um zu verhindern, dass Äste von Bäumen oder Sträuchern den freien Lauf der Stromabnehmer behindern, müssen auch die Oberleitungen von Bewuchs durch Pflanzen freigehalten werden. Dies erfolgt manuell durch Fahrwegpfleger, maschinell im Rahmen der Vegetationskontrolle oder mit einer Hubschraubersäge.

## Oberleitung bei Standseilbahnen
Vereinzelt sind auch Standseilbahnen mit einer Oberleitung überspannt. Diese kann sowohl ein, zwei oder in Ausnahmen sogar drei nebeneinander angebrachte Fahrdrähte beinhalten. Beispielsweise hatte die Standseilbahn Sierre-Montana-Crans zeitweise zwei, die Fürigenbahn während der ganzen Betriebsdauer drei nebeneinander angebrachte Fahrdrähte über die ganze Standseilbahnstrecke.
Sie dienen situativ der elektrischen Versorgung einer Beleuchtung oder elektrischen Heizung, der Fernsteuerung oder zu Kommunikationszwecken in den Zeiten vor dem Betriebsfunk.
Daneben kann bei alten Anlagen auch eine Schleifer-Drahtverbindung als Übertragung für eine Wechselsprechanlage dienen. Diese ist möglicherweise auch nur im  Nahbereich der Stationen ausgeführt. Seit langem herrscht jedoch Betriebsfunk vor.

## Oberleitungskontakte

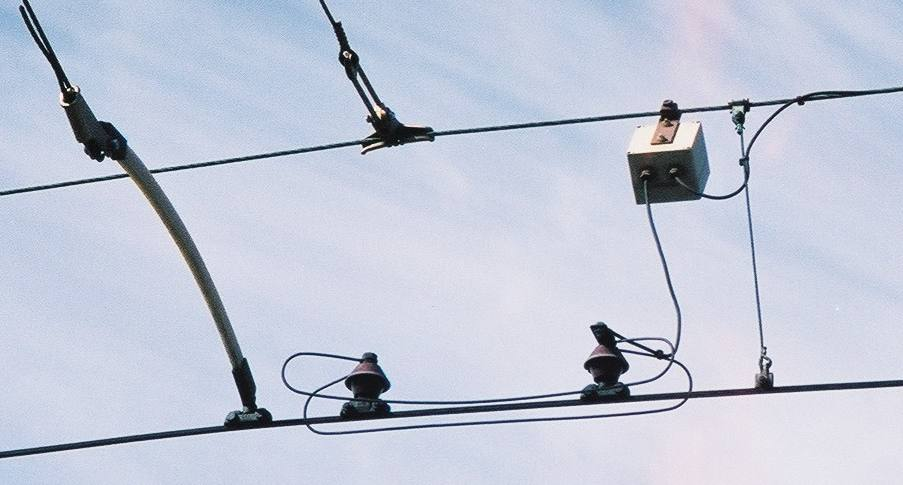
Oberleitungskontakt bei der Mannheimer Straßenbahn

Speziell bei Straßenbahnen, aber auch bei Vollbahnen können an der Oberleitung Kontakte angebracht sein, mit denen beispielsweise die Gleisbesetztmeldung erfolgt. Bis Mitte der 1990er Jahre erfolgte bei Straßenbahnen auch häufig die Steuerung der Weichen über diese Oberleitungskontakte, wobei über die Stromaufnahme der Fahrzeuge die Weichenstellung beeinflusst werden konnte. Je nachdem, ob der Triebwagen Leistung aufnahm oder stromlos rollte, konnte die Stellung der Weiche geändert werden (wie genau, unterschied sich zwischen den einzelnen Betrieben). Weil die Triebfahrzeuge zusätzlich zum Traktionsstrom auch für Zusatz- und Hilfseinrichtungen Energie aufnehmen, was zu ungewollten Weichenumstellungen führen kann, ist dies jedoch in Deutschland inzwischen verboten.

## Oberleitung bei Modelleisenbahnen

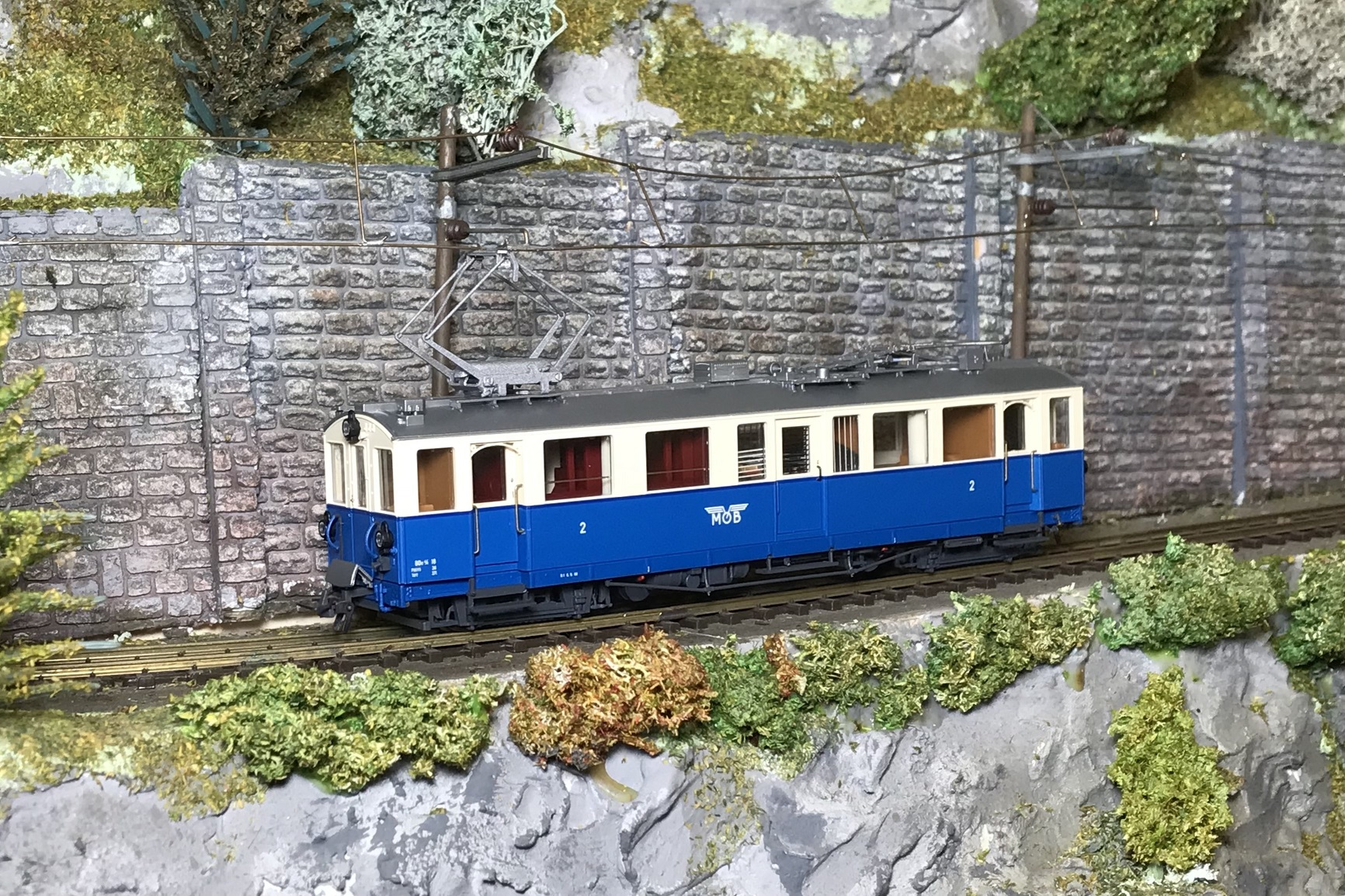
Echter Oberleitungsbetrieb mit MOB-Triebwagen von BEMO, Spur H0m (2021)

Für fast alle gängigen elektrisch betriebenen Modelleisenbahnen sind auch (in der Regel unmaßstäbliche) Oberleitungen verfügbar. Die Oberleitung ermöglicht eine vorbildgetreue Stromversorgung von im Modell nachgebildeten elektrischen Lokomotiven, Triebwagen und Triebzügen.
Elektrisch leitende Modell-Oberleitungen ermöglichen auf analog gesteuerten Modelleisenbahnanlagen den Betrieb eines weiteren unabhängig steuerbaren Triebfahrzeuges, da ein zusätzlicher getrennter Stromkreis zur Verfügung steht. Mit zunehmender Anlagengröße erhöht sich jedoch der Verdrahtungsaufwand, da sämtliche Stromeinspeisungen und Halteabschnitte zusätzlich für die Oberleitung ausgeführt werden müssen. In Zeiten der digitalen Mehrzugsteuerung sind derartig aufwendige Schaltungen zur Steuerung der Triebfahrzeuge nicht mehr nötig.
Seit den 1980er Jahren werden Modelleisenbahn-Oberleitungen oft als reine Attrappe aufgebaut (z. B. Gummifaden der Arnold-Spur-N-Oberleitung). Diese haben den Vorteil, dass die Oberleitungen dünner und damit maßstabsgerechter ausgeführt sein können, insbesondere dann, wenn die Stromabnehmer knapp unterhalb der Fahrdrahthöhe fixiert werden und nicht gegen den Fahrdraht drücken. Während dadurch auf Oberleitungen in verdeckten Streckenabschnitten verzichtet werden kann, können die Oberleitungen bei einer stromführenden Nachbildung dort durch günstigere Alternativen (z. B. Lochblechstreifen, einfacher dicker Draht oder Schienenprofile) ersetzt werden.
Da die Fahrdrähte ohnehin meist nicht maßstäblich dünn nachgebildet werden können, gehen manche Modellbahner mittlerweile sogar dazu über, auf die Nachbildung verspannter Drähte ganz zu verzichten und nur noch die Masten aufzustellen. Dadurch kann in besonderen Fällen ein realistischerer Gesamteindruck entstehen als mit verspannten Fahrdrähten.
Es werden verschiedene Bauarten einpoliger Oberleitungen angeboten. Modellbahnen mit zwei- oder dreipoligen Oberleitungen werden nicht kommerziell produziert, da solche Systeme beim Vorbild nur sehr selten vorkommen.

## Siehe auch

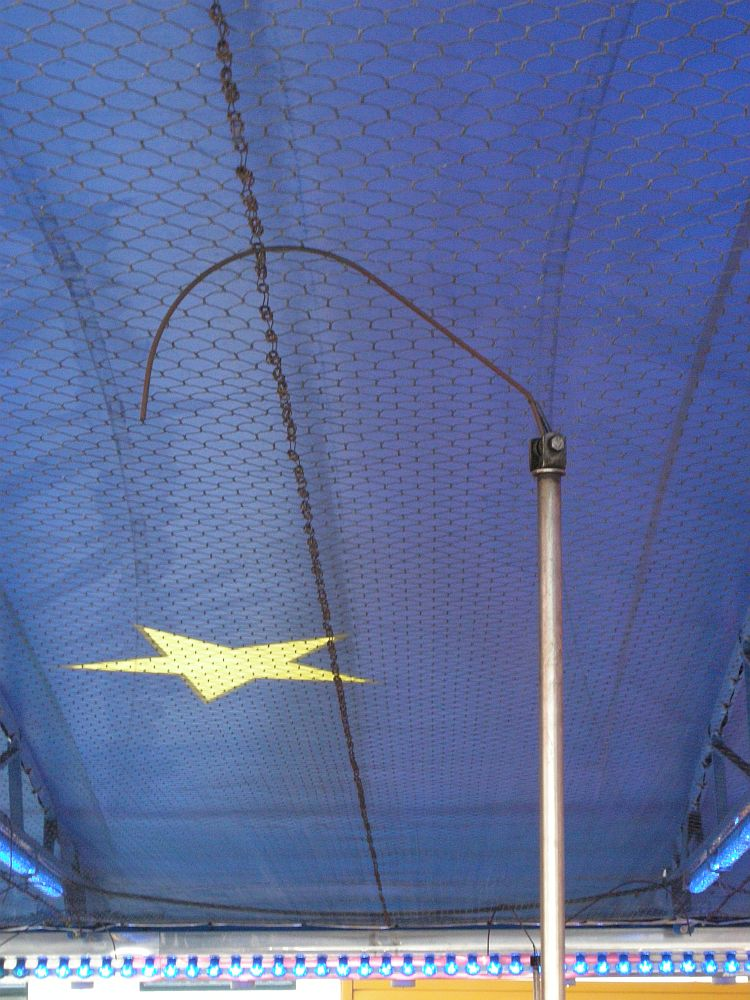
Bei Autoscootern dient ein Gitternetz als Oberleitung

## Rekorde
Die höchste bei Oberleitungsanlagen verwendete Spannung beträgt 50 kV und kommt bei einigen Grubenbahnen zum Einsatz (siehe Liste der Bahnstromsysteme). Die größte Spannweite einer Oberleitung zwischen zwei Masten existiert bei der Strausseefähre mit einer Länge des Spannfeldes von 370 Metern.